# 鴨川運河

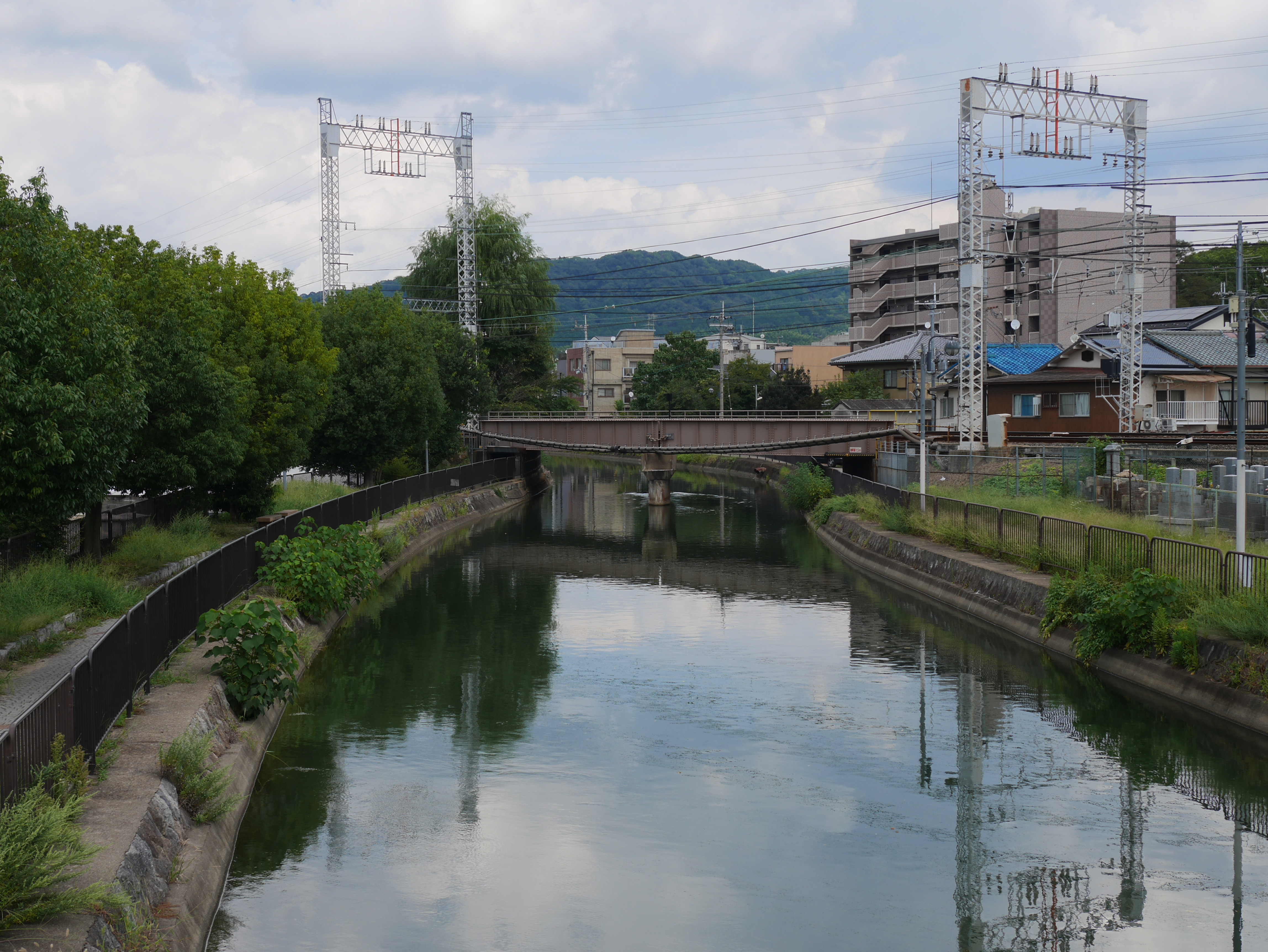
鴨川運河と京阪本線（2015.09.13）

鴨川運河（かもがわうんが）は、琵琶湖疏水のうち京都市左京区の冷泉放水口から伏見区堀詰町までの8.9kmの区間の呼称である。

## 概要

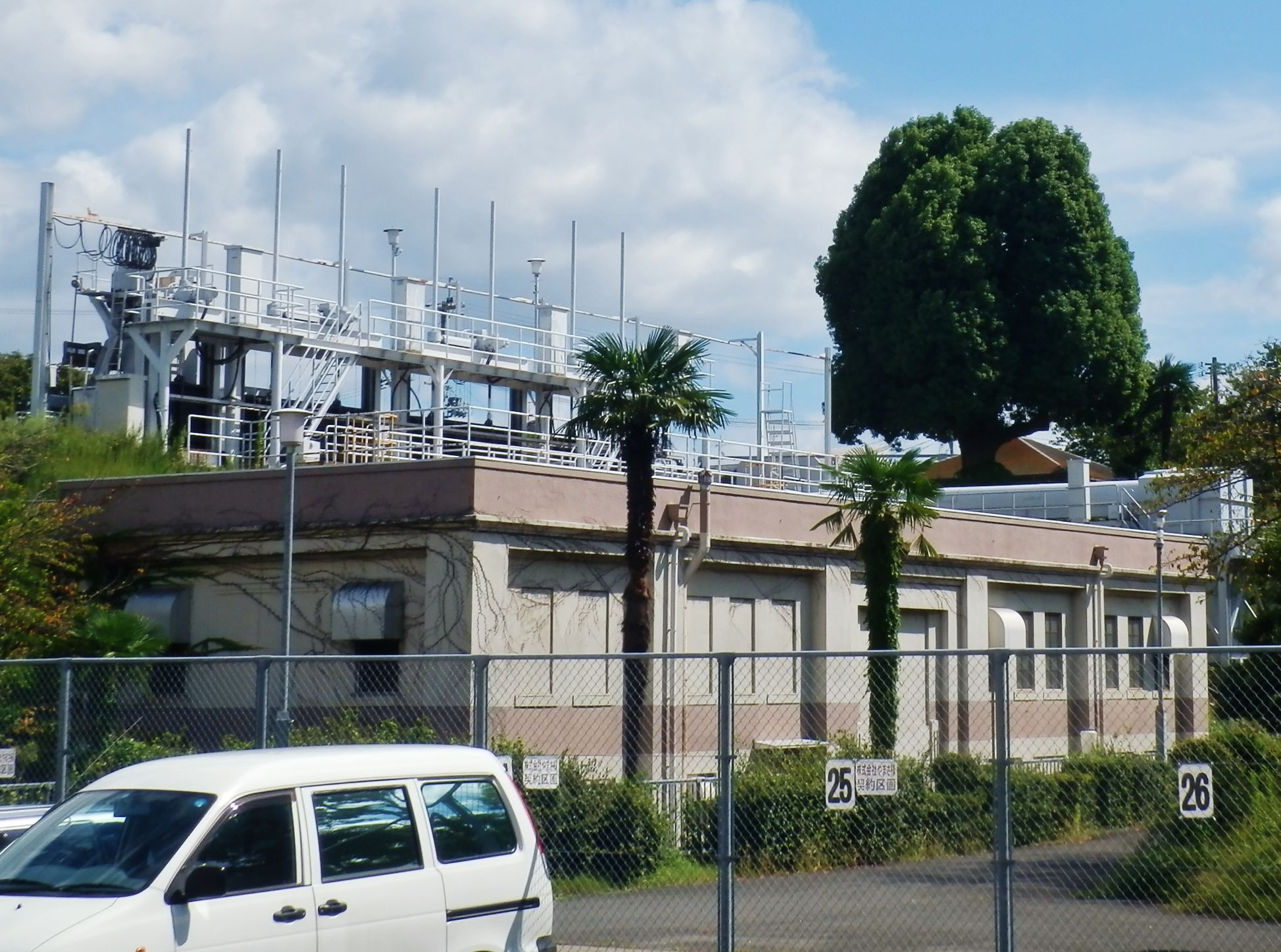
墨染発電所

この区間の工事は大津-鴨川合流点（冷泉放水口）間の第1疏水の工事が1890年に完成した後、1892年11月に着工し、1894年（明治27年）9月に完成した。京と伏見を結ぶ伏見街道（本町通）に沿って開削され、墨染にはインクラインが設けられるなど、当初は舟運にも利用されていたが、並行して走る京阪本線や奈良線など周辺の鉄道交通網の発達によって次第にその役割を減らし、インクラインが撤去された現在は墨染発電所への送水が主な役割となっている。
2019年に水路、数多くの橋梁と樋門、三ノ橋放水路制水門、七瀬川放水路などは「琵琶湖疏水鴨川運河施設群」として、土木学会選奨土木遺産に選ばれる。

## 流域の自治体
- 京都府
  - 京都市
    - 左京区
    - 東山区
    - 伏見区

## 流域
- 川端通
- 本町通
- 京阪鴨東線・京阪本線
- 東福寺
- 伏見稲荷大社
- 藤森神社
- 墨染発電所
- 伏見インクライン
- 近鉄伏見駅

### 主な橋
以下の橋の一覧は、『カモガワウンガ100の視点』鴨川運河会議 編集・発行（2014年7月）より

- 一之橋　大正13年（1924年）竣工
- 岸上橋　橋台のみ現存　かつて三洋化成の通用口に通じていたもの
- 松風橋　昭和60年（1985年）　陶歯を製造している「株式会社松風」へ入る専用の橋であることから「松風橋」とされる。
- 三之橋　昭和3年（1928年）
- 上高松橋　大正8年（1919年）
- 高松橋　大正11年（1922年）（平成26年解体）　平成25年から26年1月まで、NPO京都景観フォーラムにより見学・調査を実施。平成25年12月には近畿測量専門学校が橋の測量を実施。

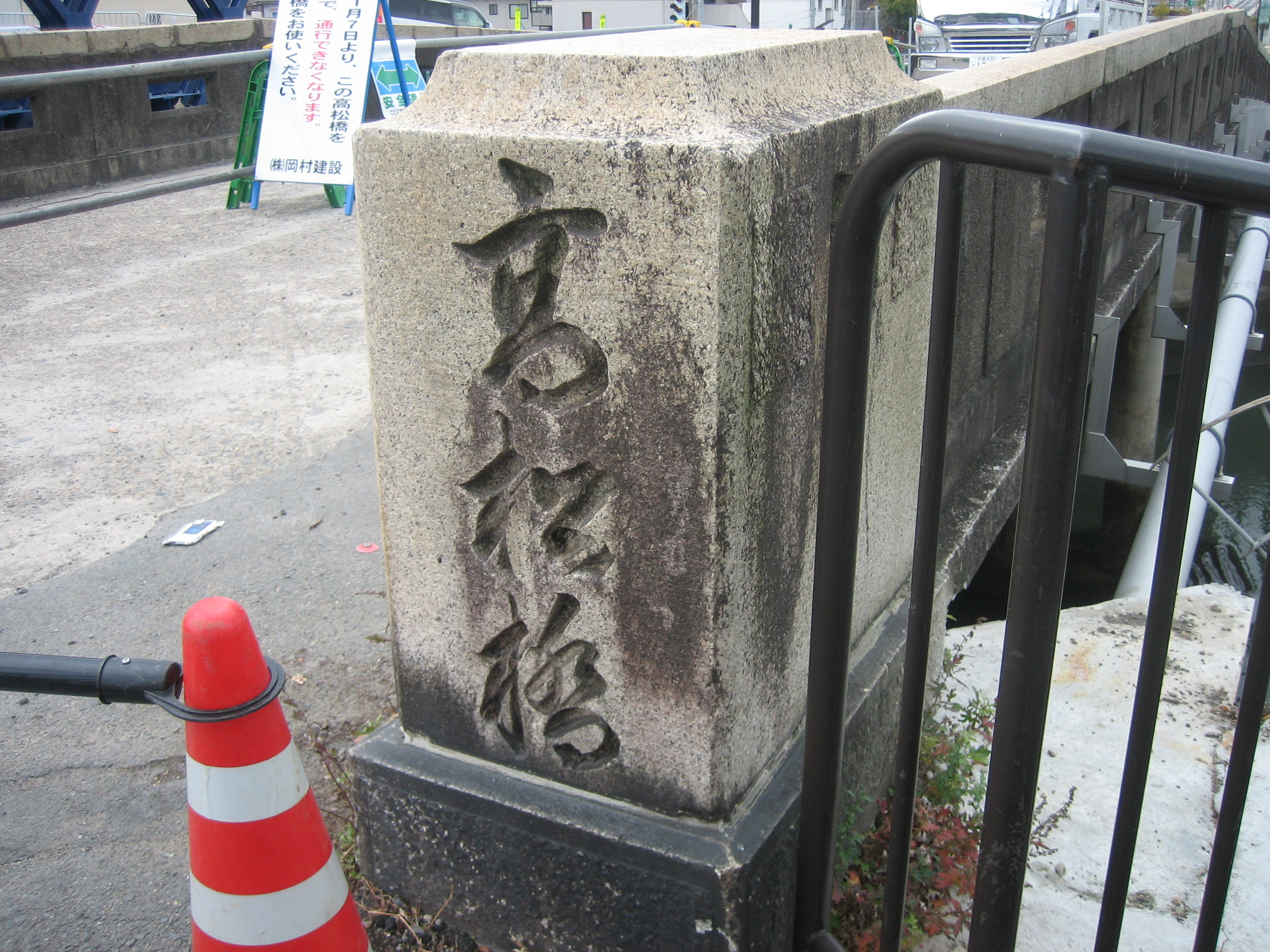
高松橋（2014.01.06）
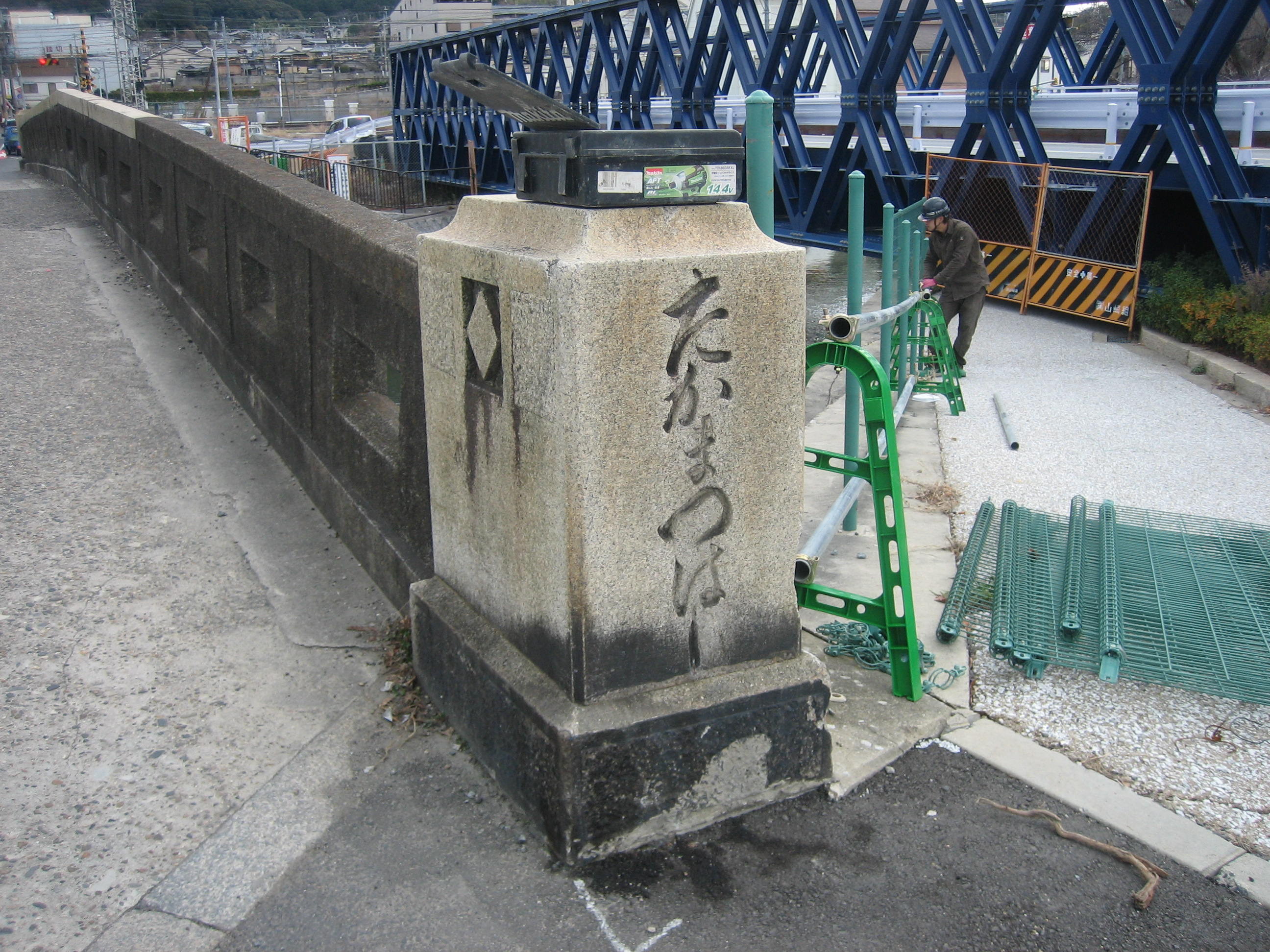
高松橋（2014.01.06）
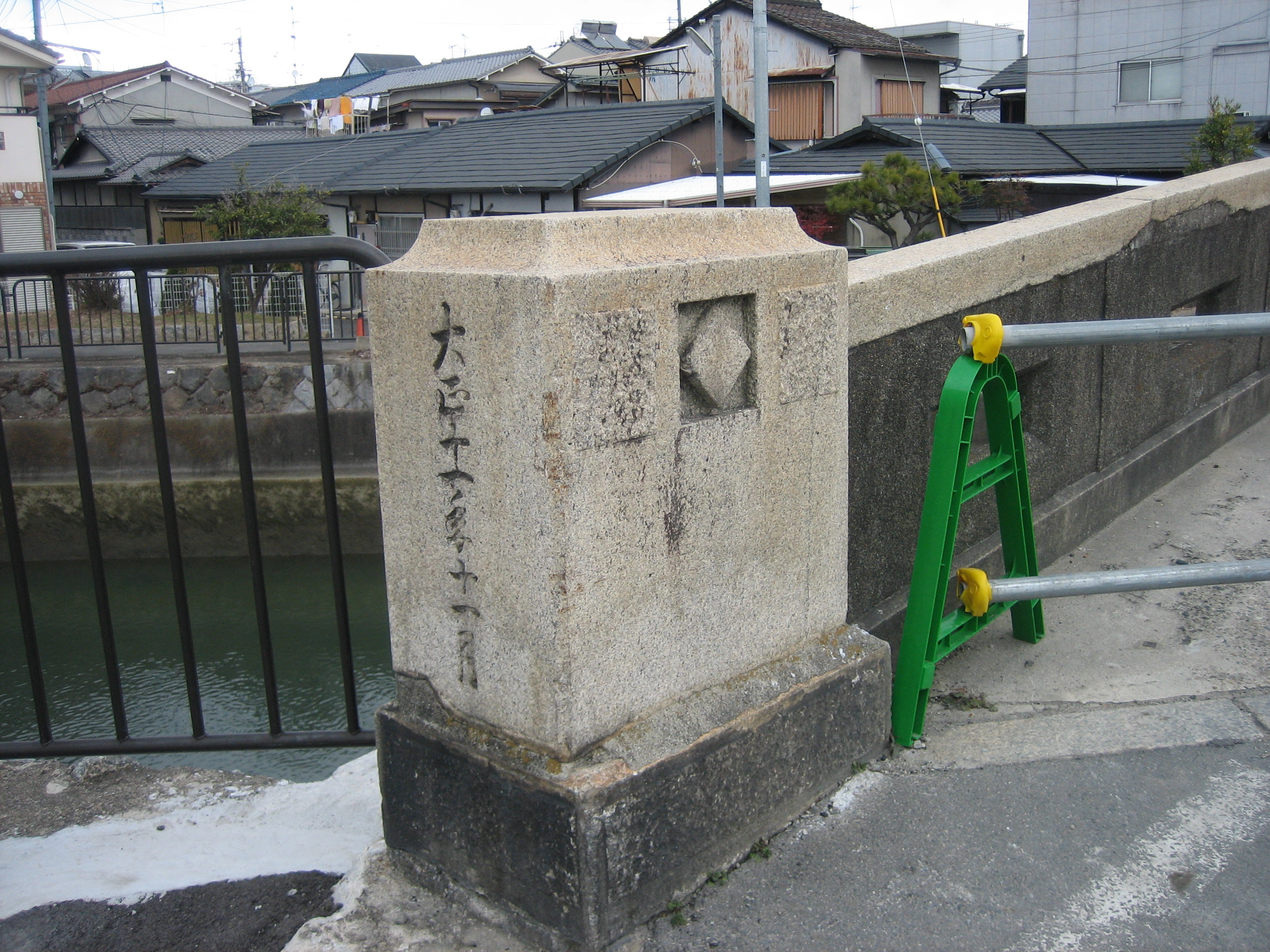
高松橋（2014.01.06）

- 相深橋　大正13年（1924年）
- 横縄橋　大正12年（1923年）
- 稲荷橋　橋の南隣の疏水上に京都市電稲荷線の稲荷電停があった（現在は稲荷公園の一部）
- ススハキ橋　大正14年（1925年）
- 深草橋　平成6年（1994年）
- 綿森橋　大正12年（1923年）
- 町通橋　大正13年（1924年）
- 師団橋　昭和49年（1974年）　第二軍道が運河を渡る橋
- きとろ橋　大正13年（1924年）
- 堀田橋　昭和3年（1928年）
- 極楽橋　大正11年（1922年）
- 下極楽橋　大正12年（1923年）
- 中郷橋（不明）

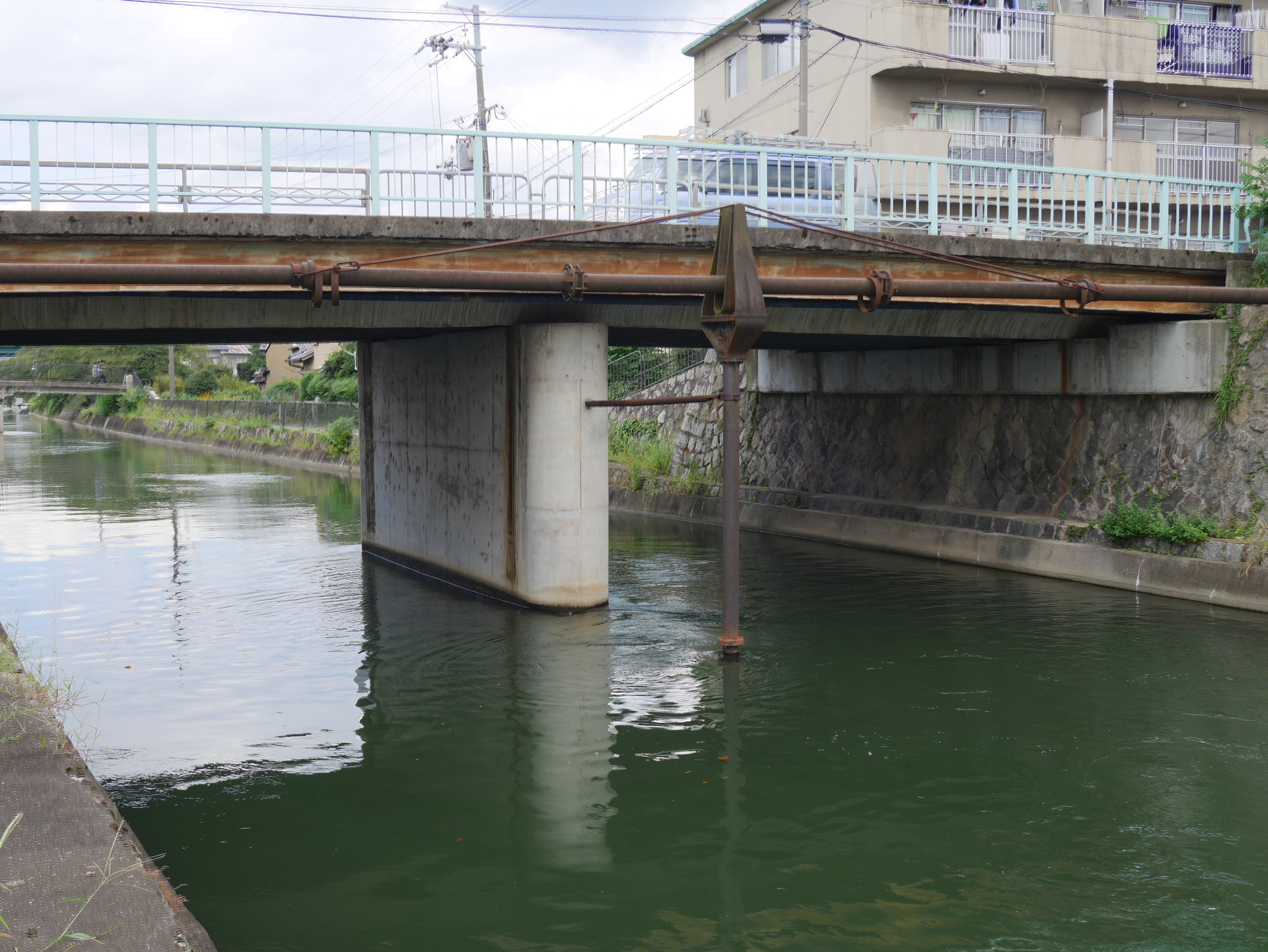
中郷橋（2015.09.13）
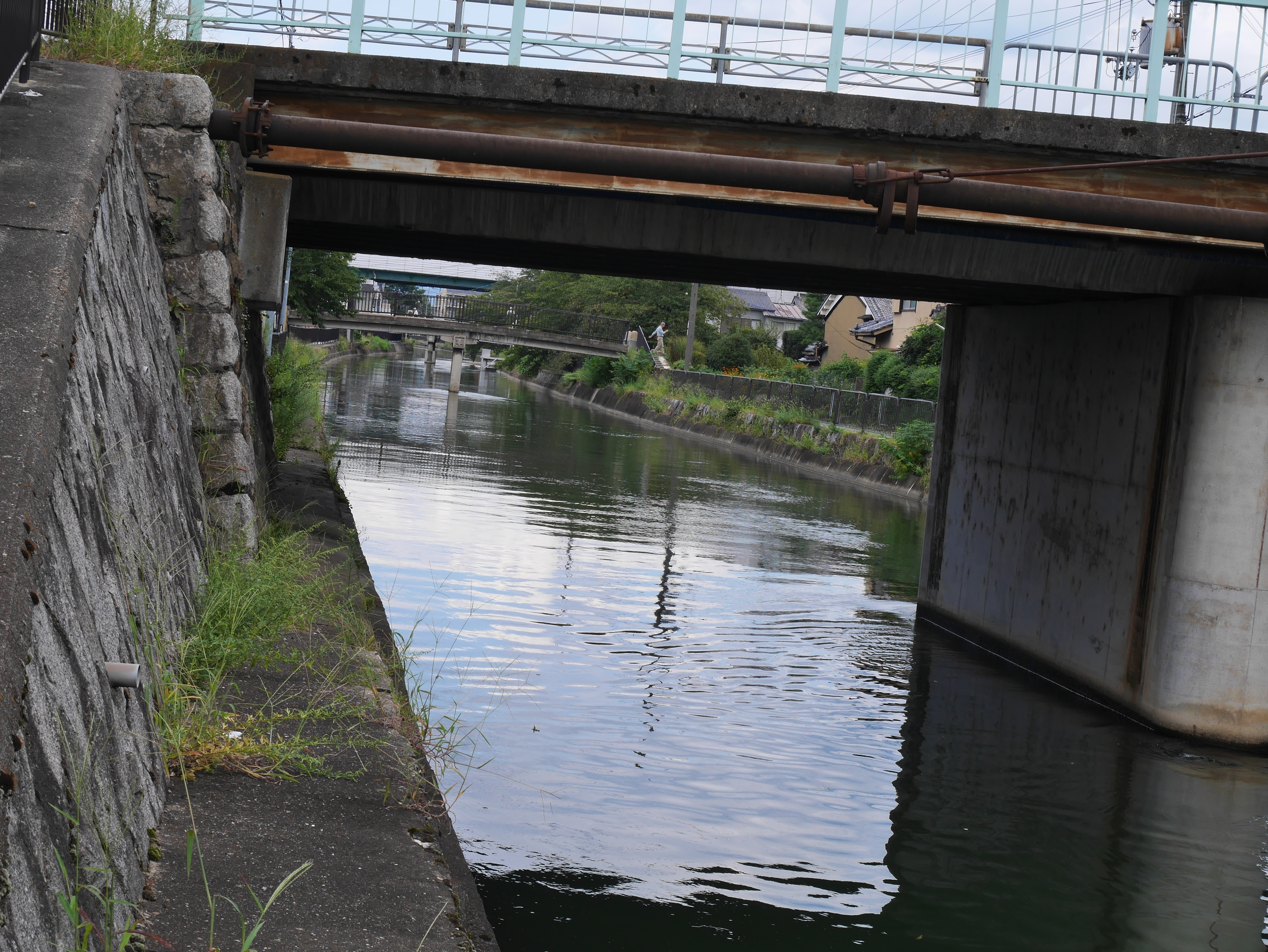
中郷橋（2015.09.13）
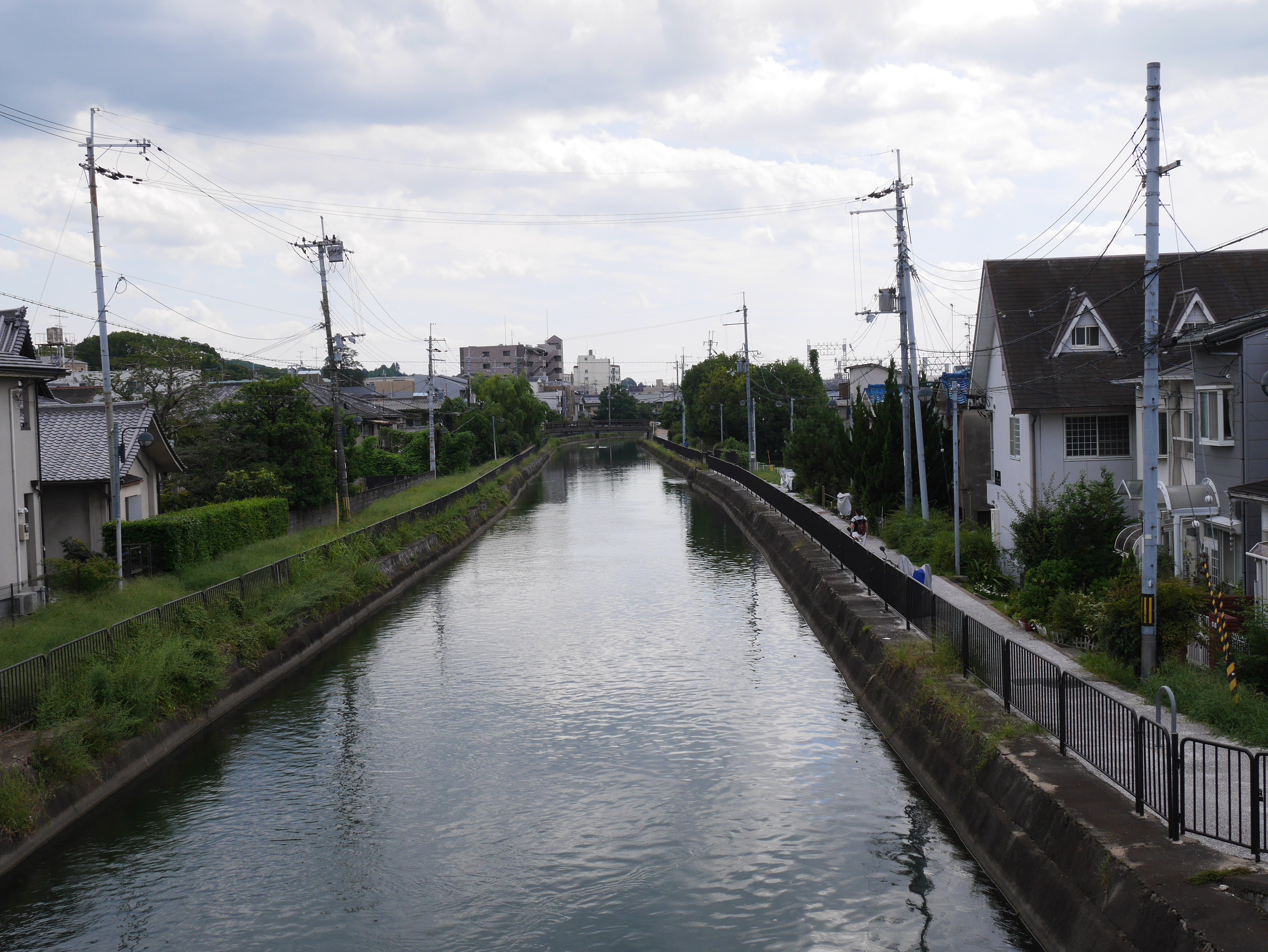
中郷橋（2015.09.13）
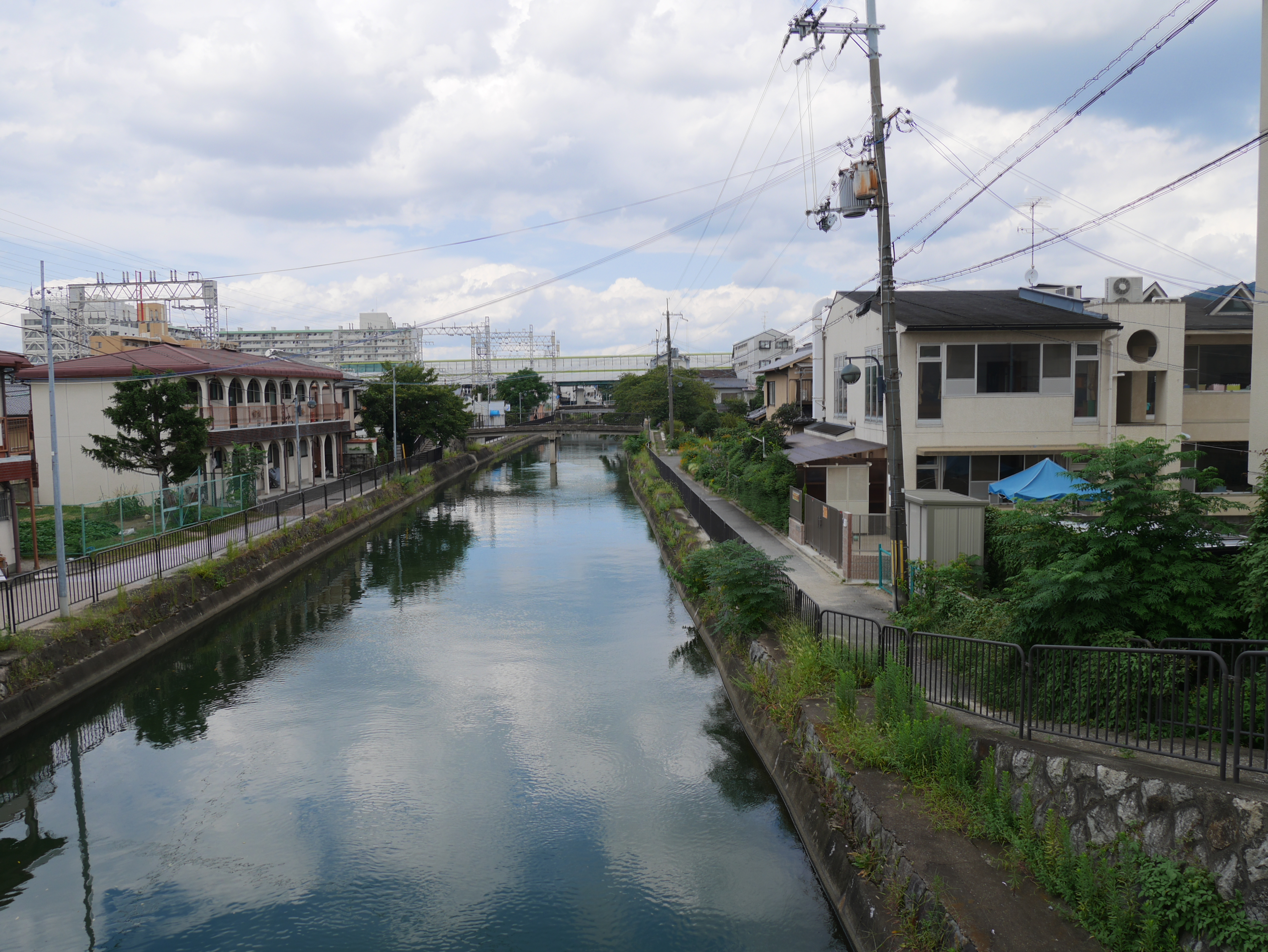
中郷橋（2015.09.13）
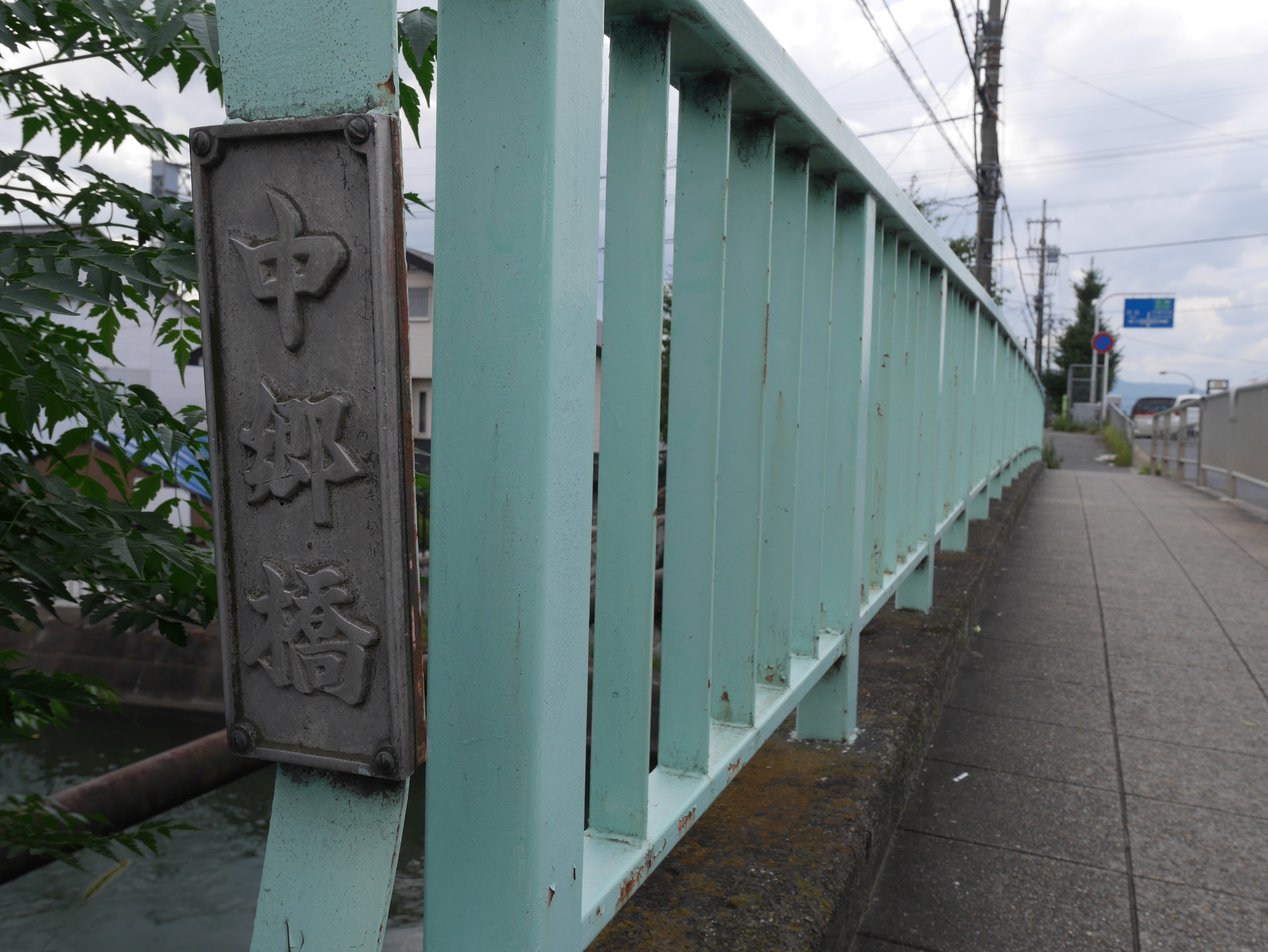
中郷橋（2015.09.13）

- 七瀬川くぐり

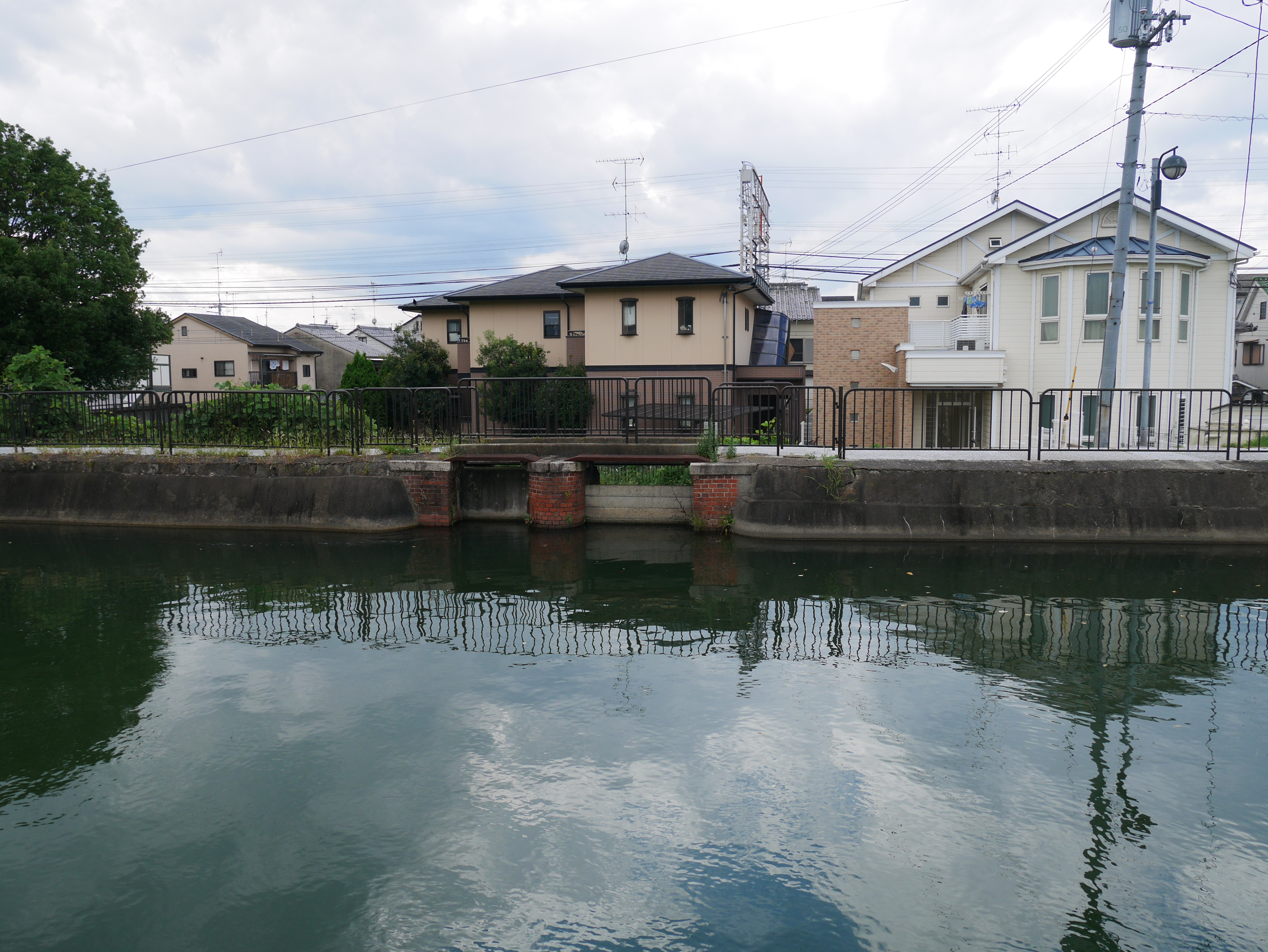
七瀬川くぐり（2015.09.13）
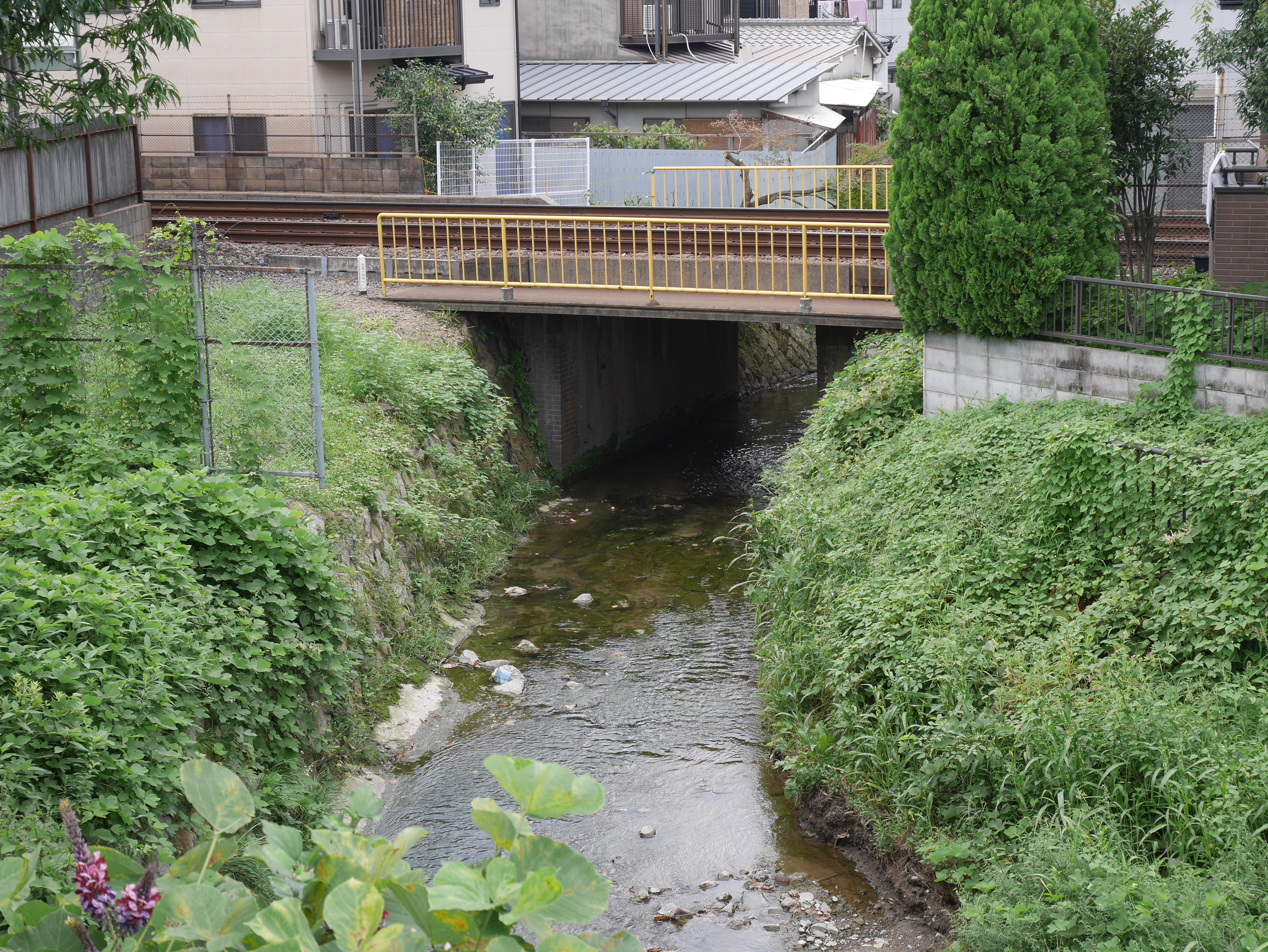
七瀬川くぐり（2015.09.13）
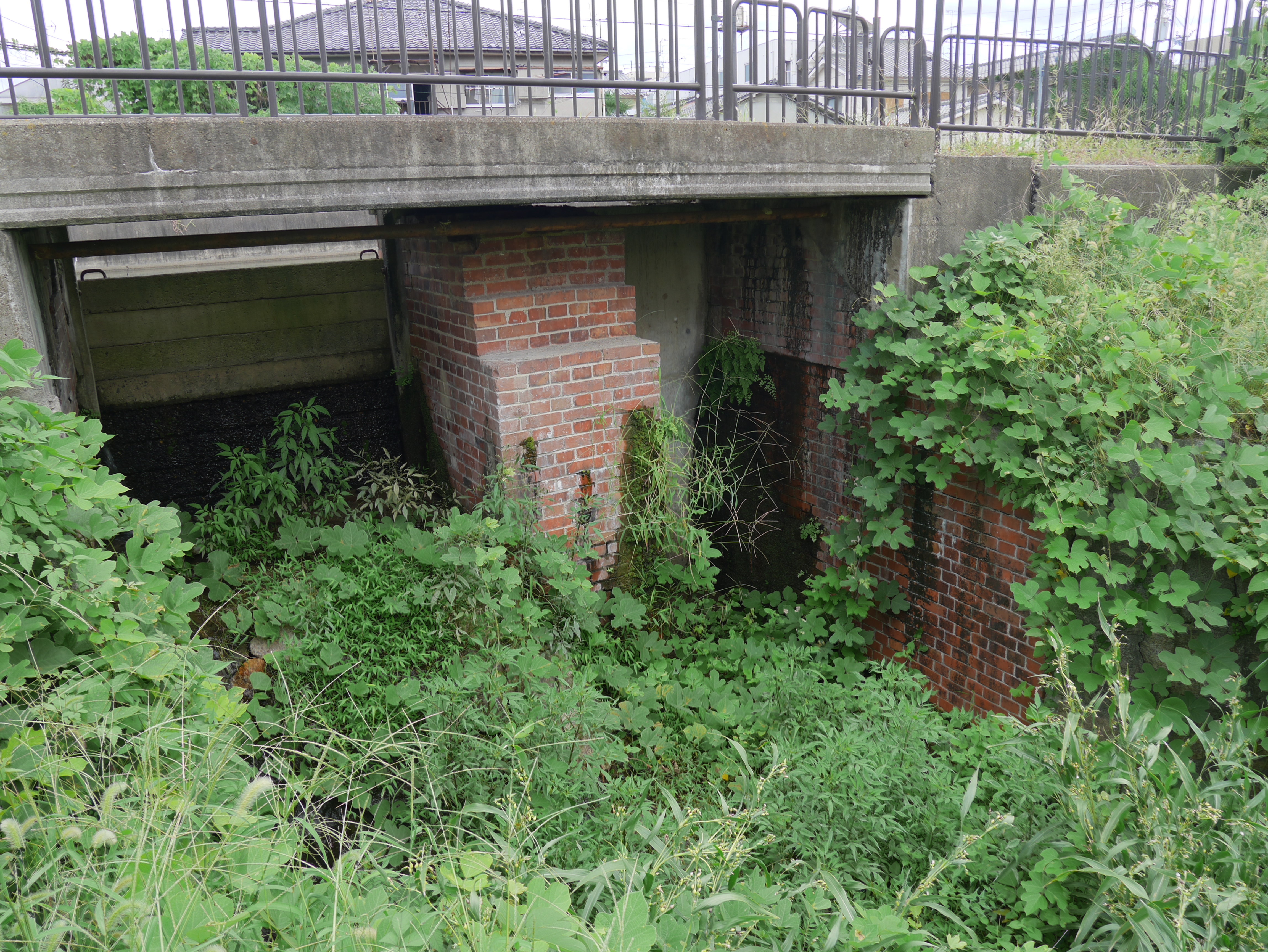
七瀬川くぐり（2015.09.13）
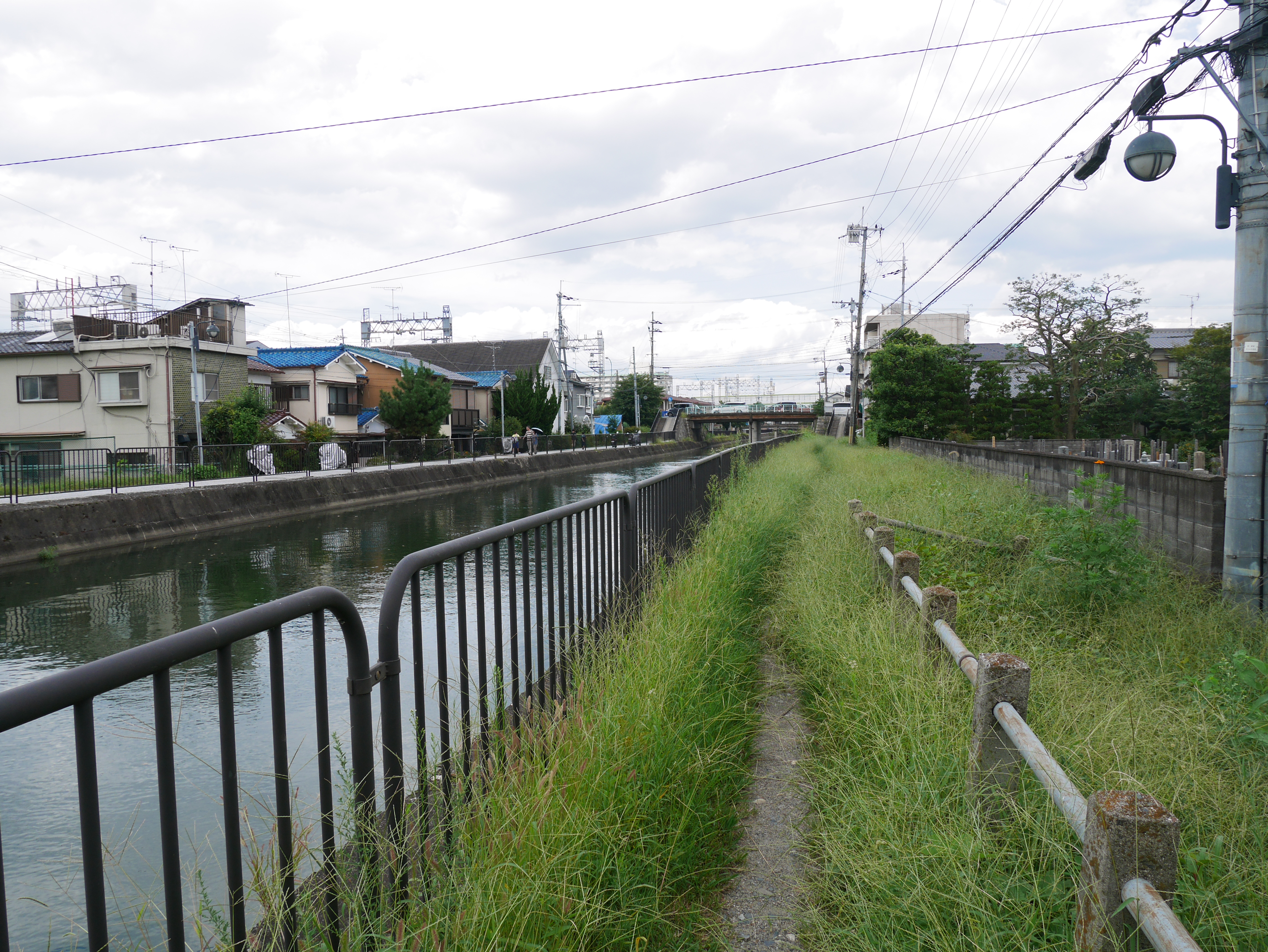
七瀬川くぐり（2015.09.13）
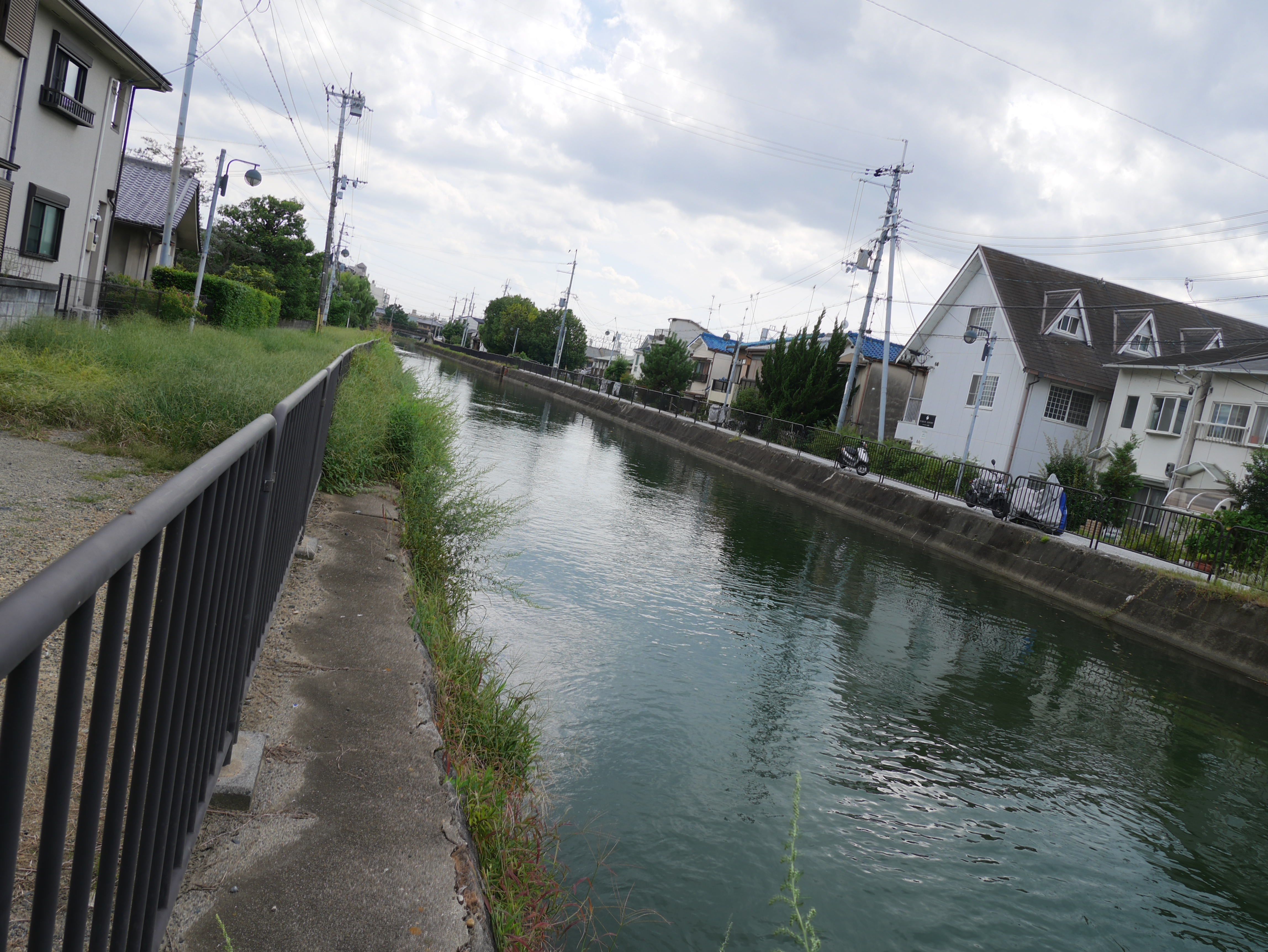
七瀬川くぐり（2015.09.13）
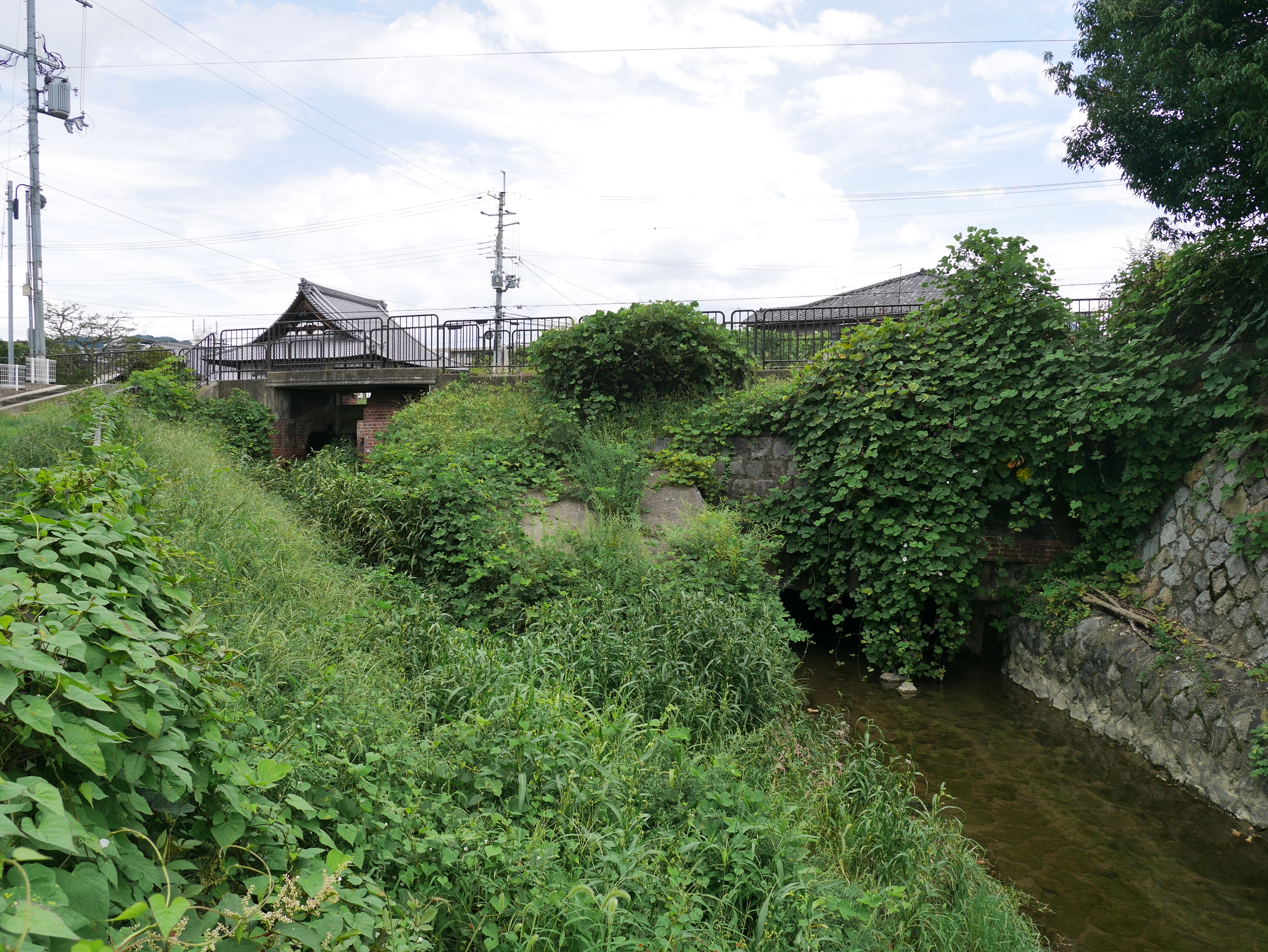
七瀬川くぐり（2015.09.13）
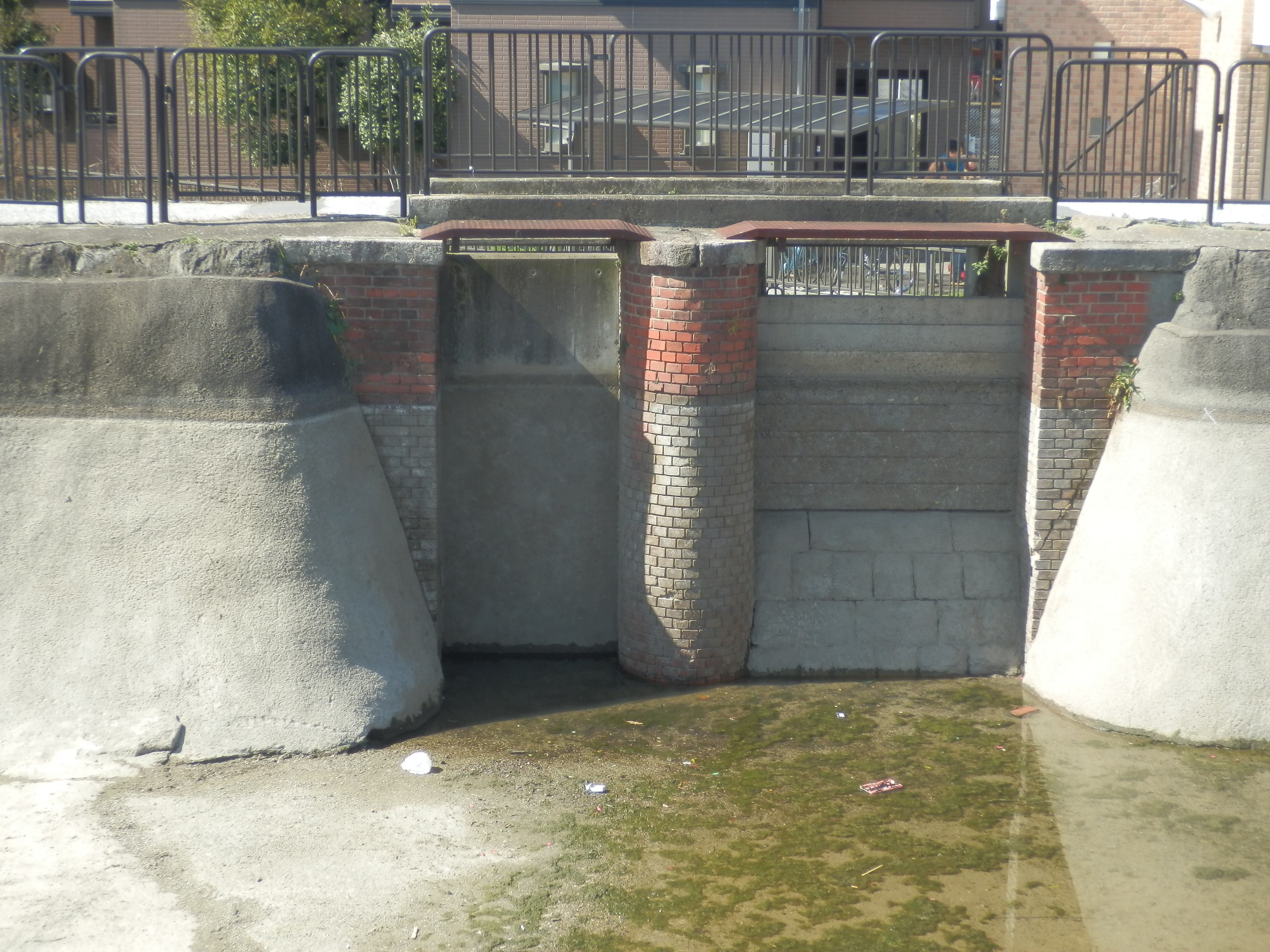
七瀬川くぐり（2015.02.21）

- 藤ノ森橋 　大正14年（1925年）

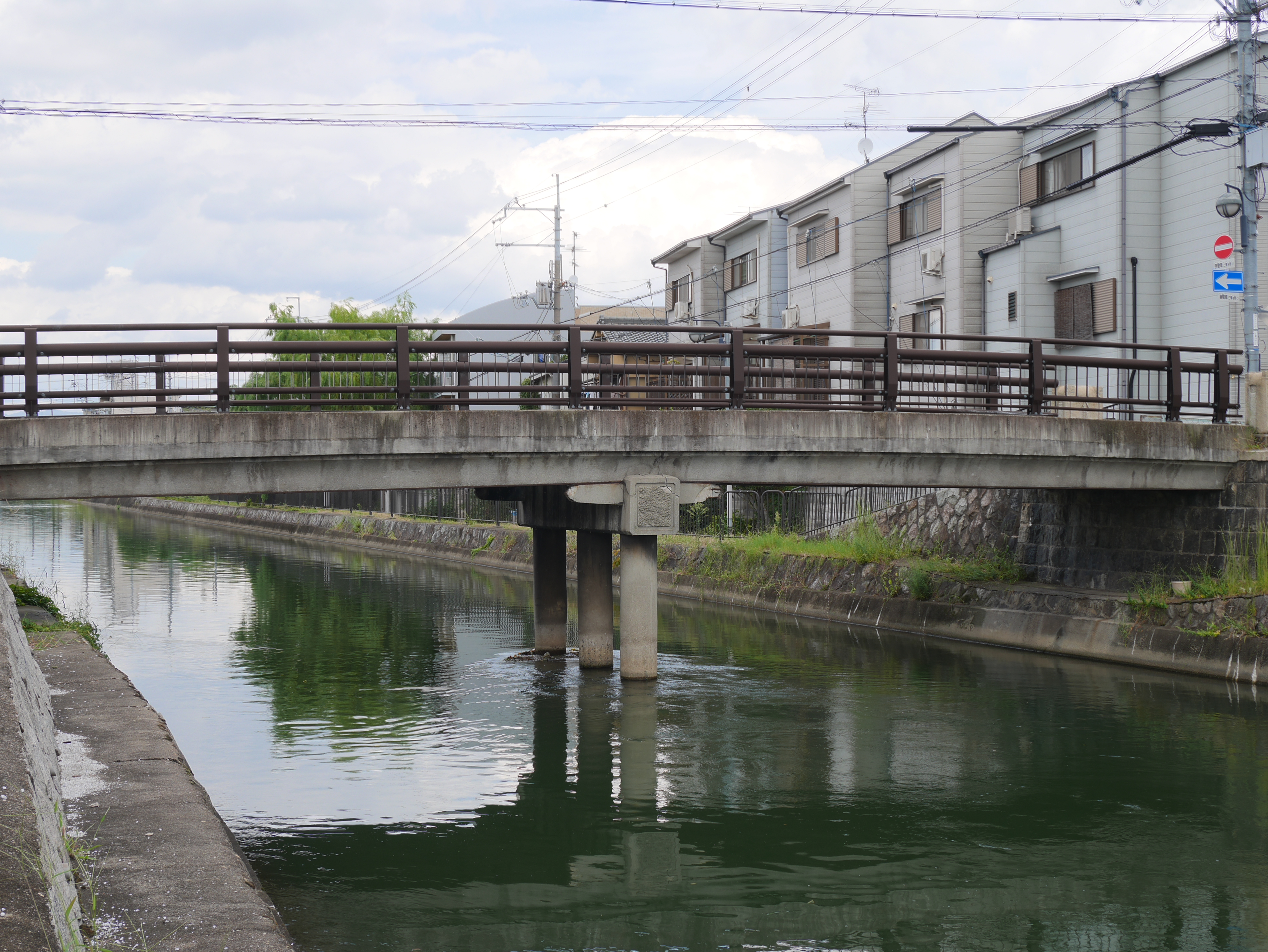
藤の森橋（2015.09.13）
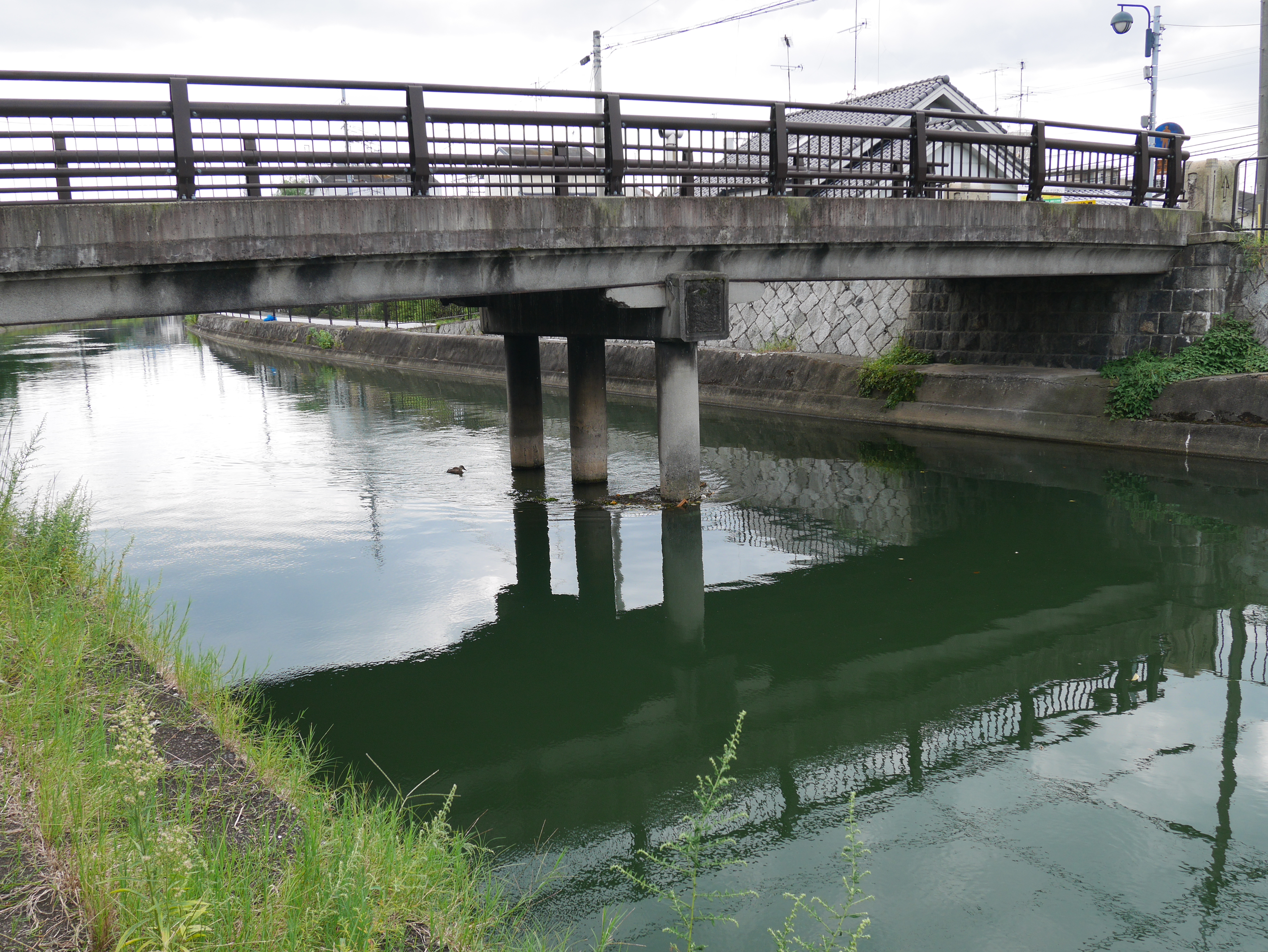
藤の森橋（2015.09.13）
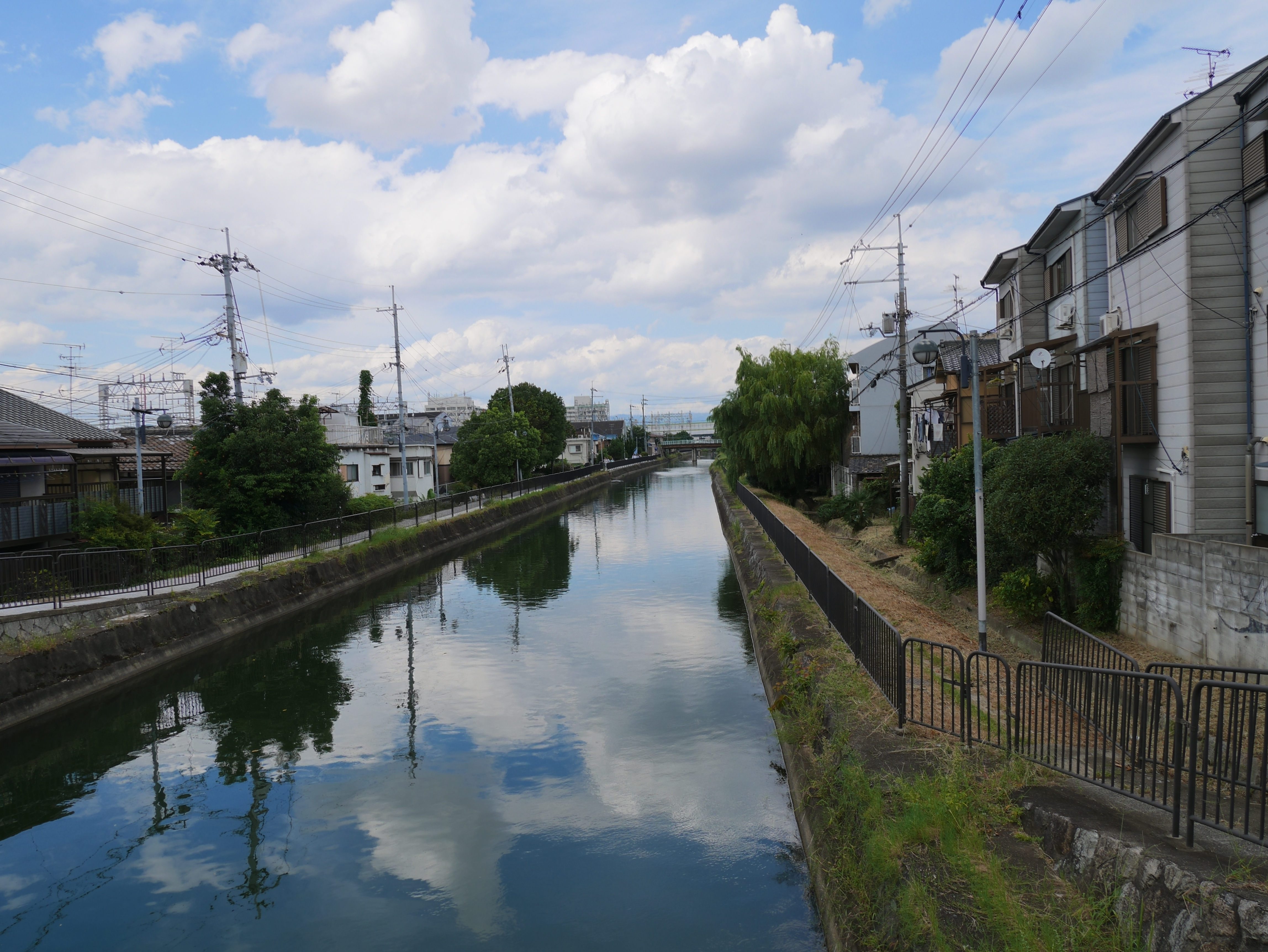
藤の森橋（2015.09.13）
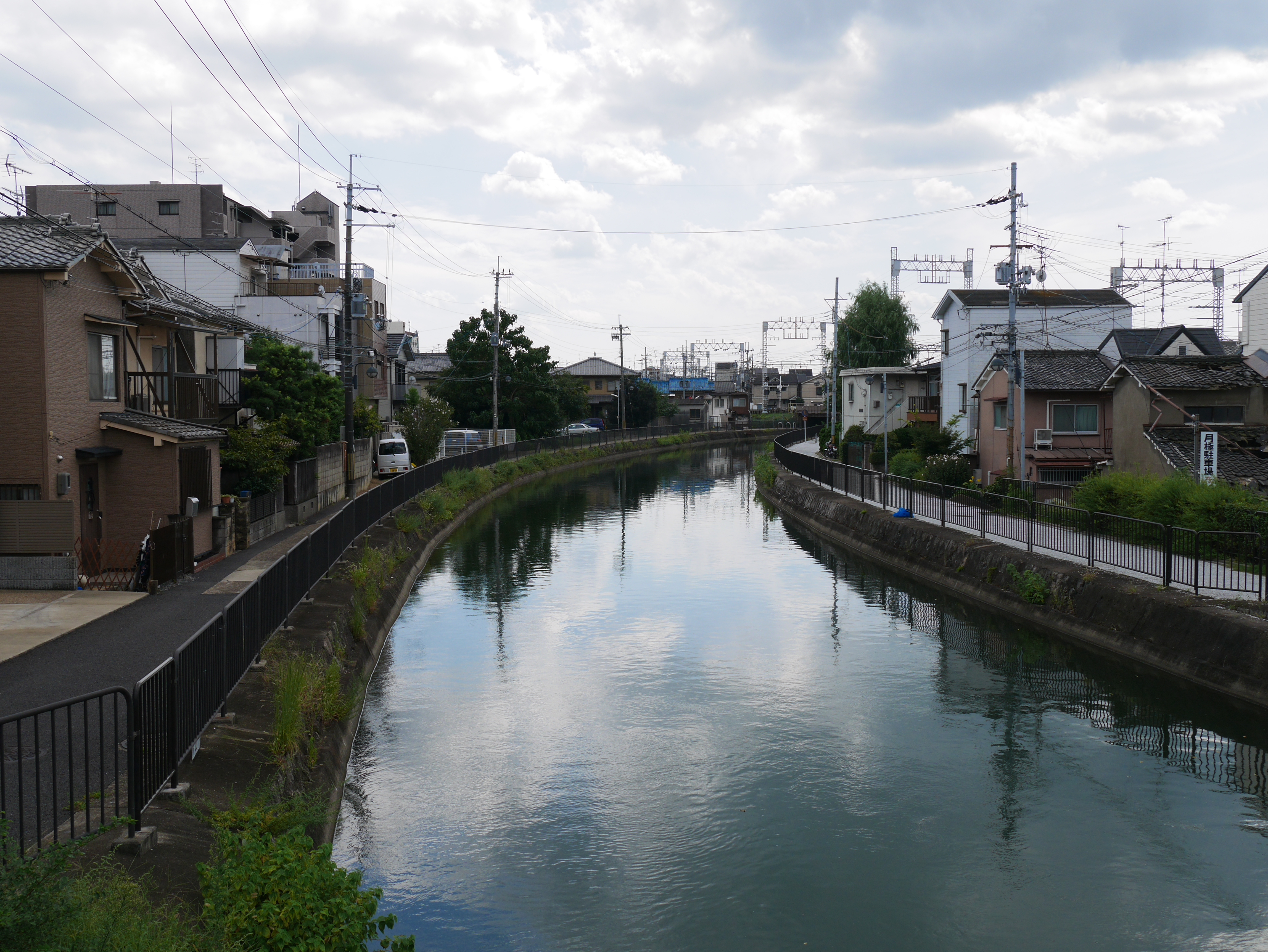
藤の森橋（2015.09.13）
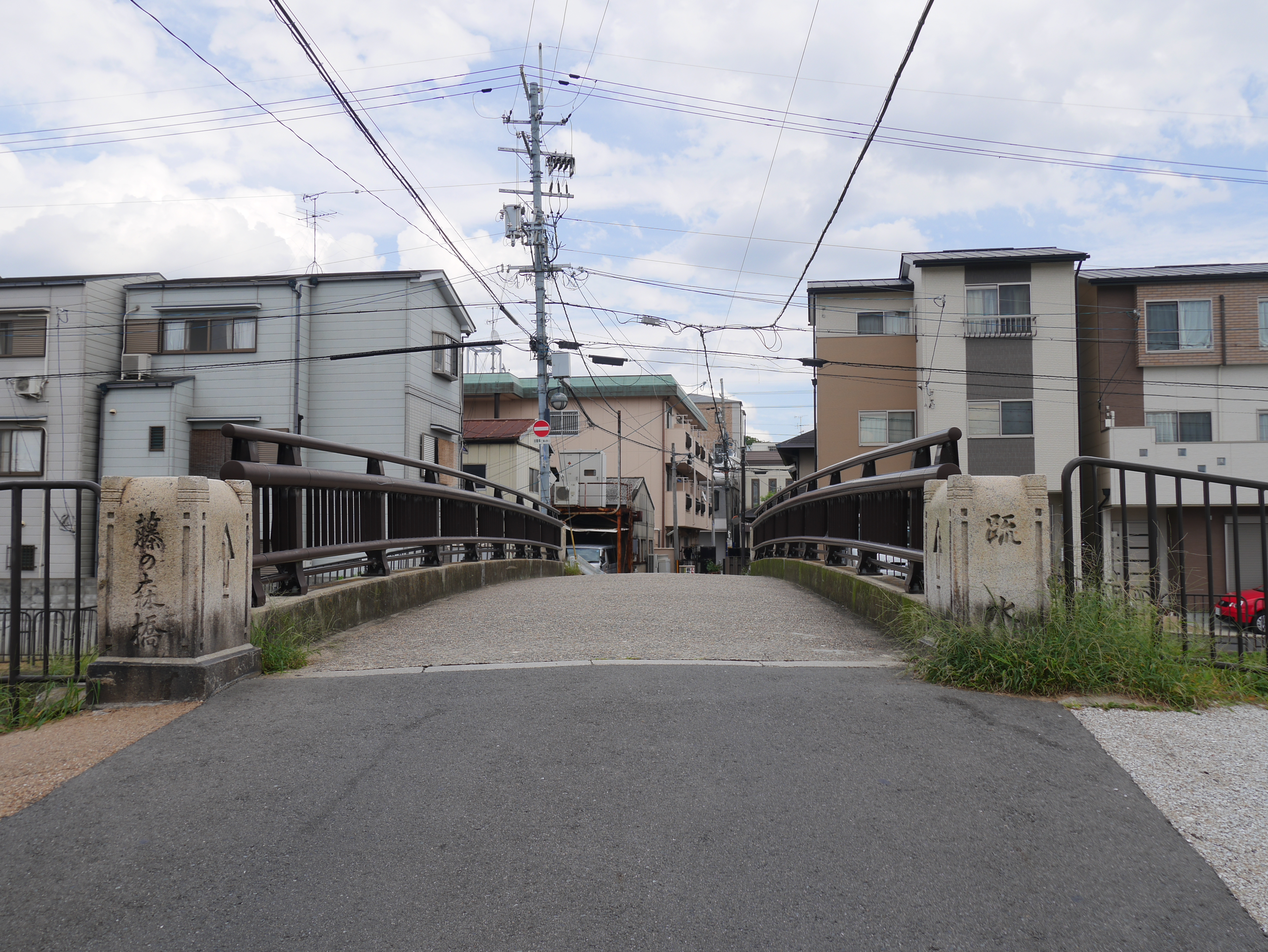
藤の森橋（2015.09.13）
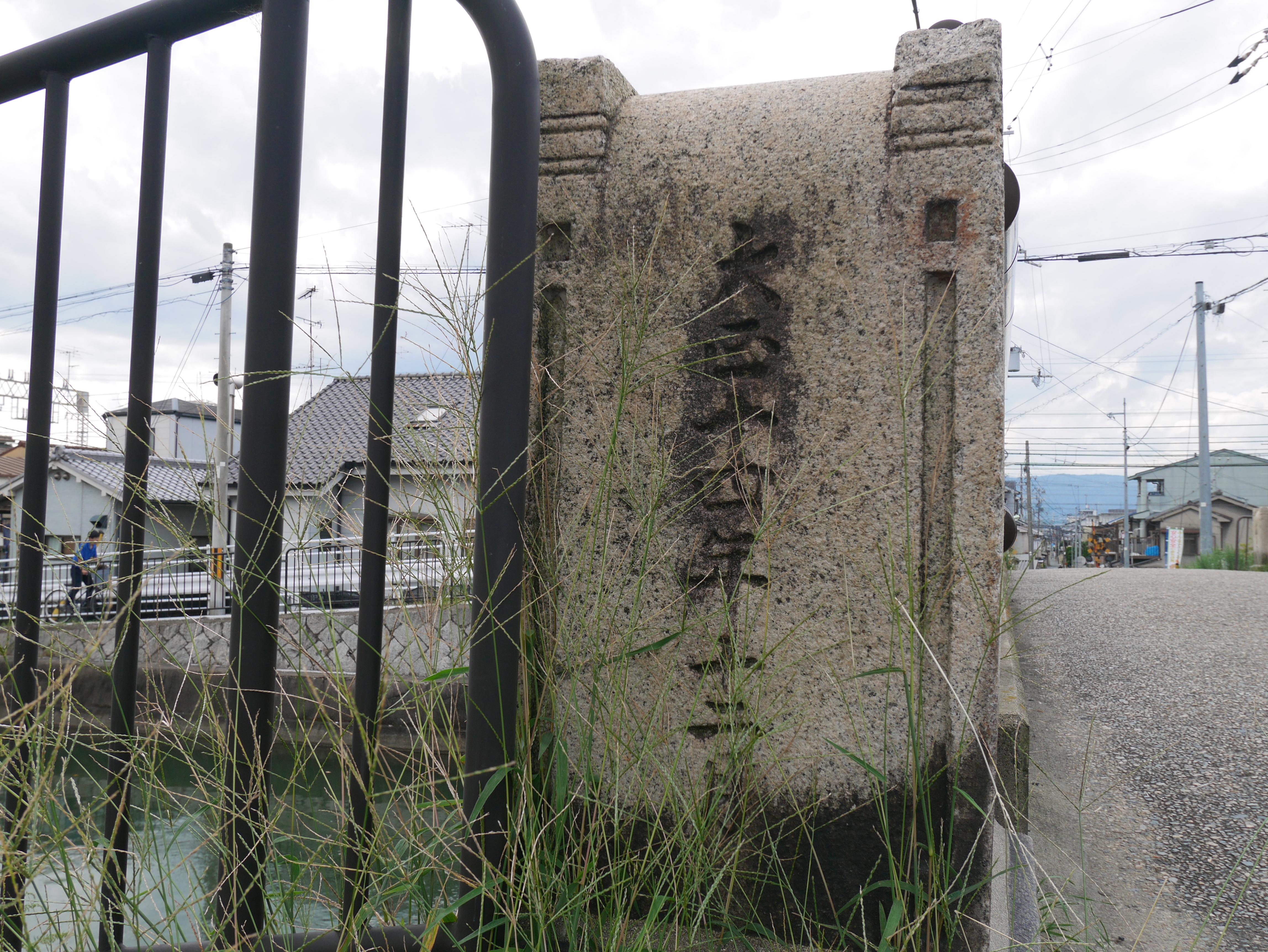
藤の森橋（2015.09.13）

- 高田橋　大正13年（1924年）

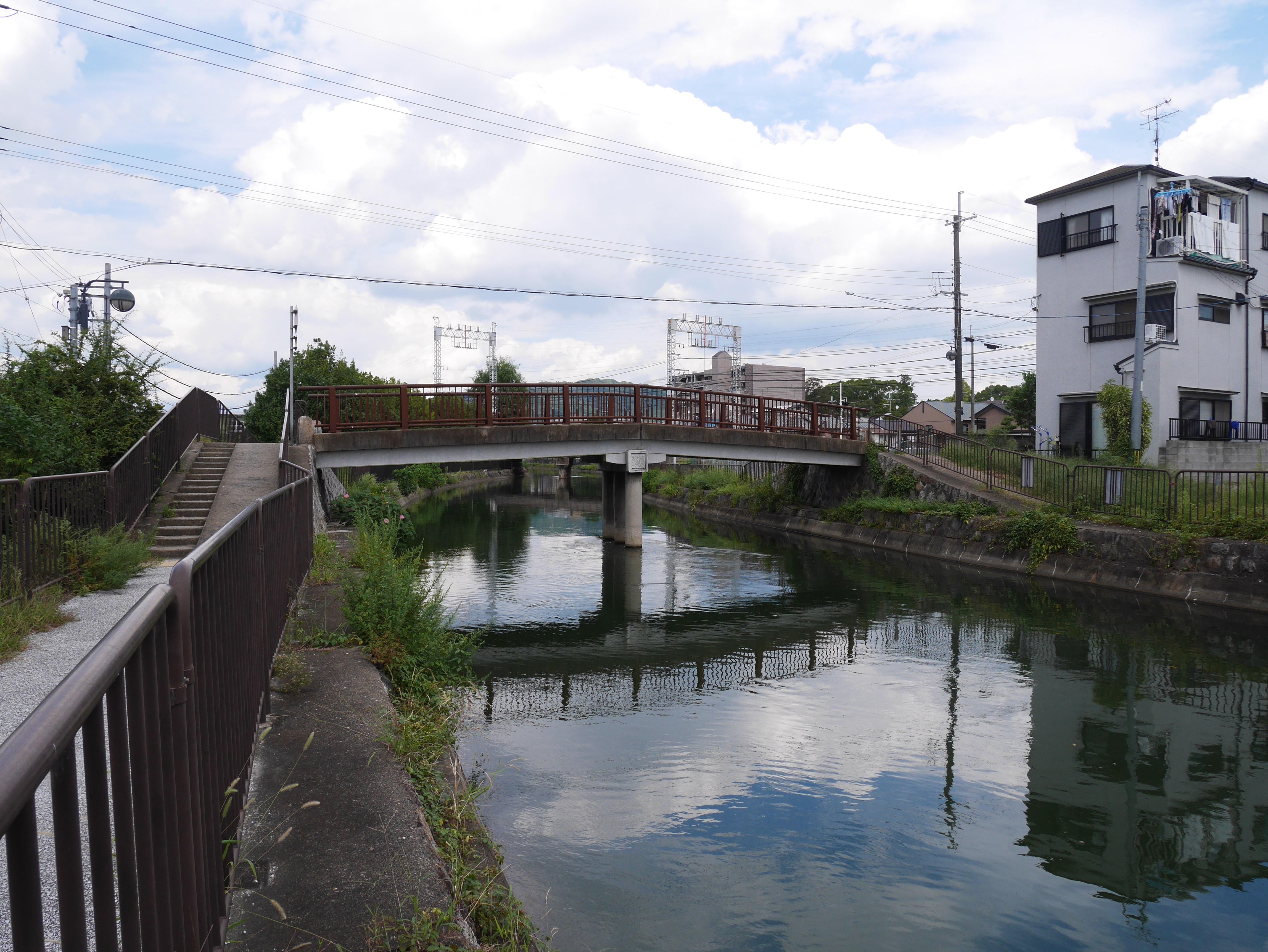
高田橋（2015.09.13）
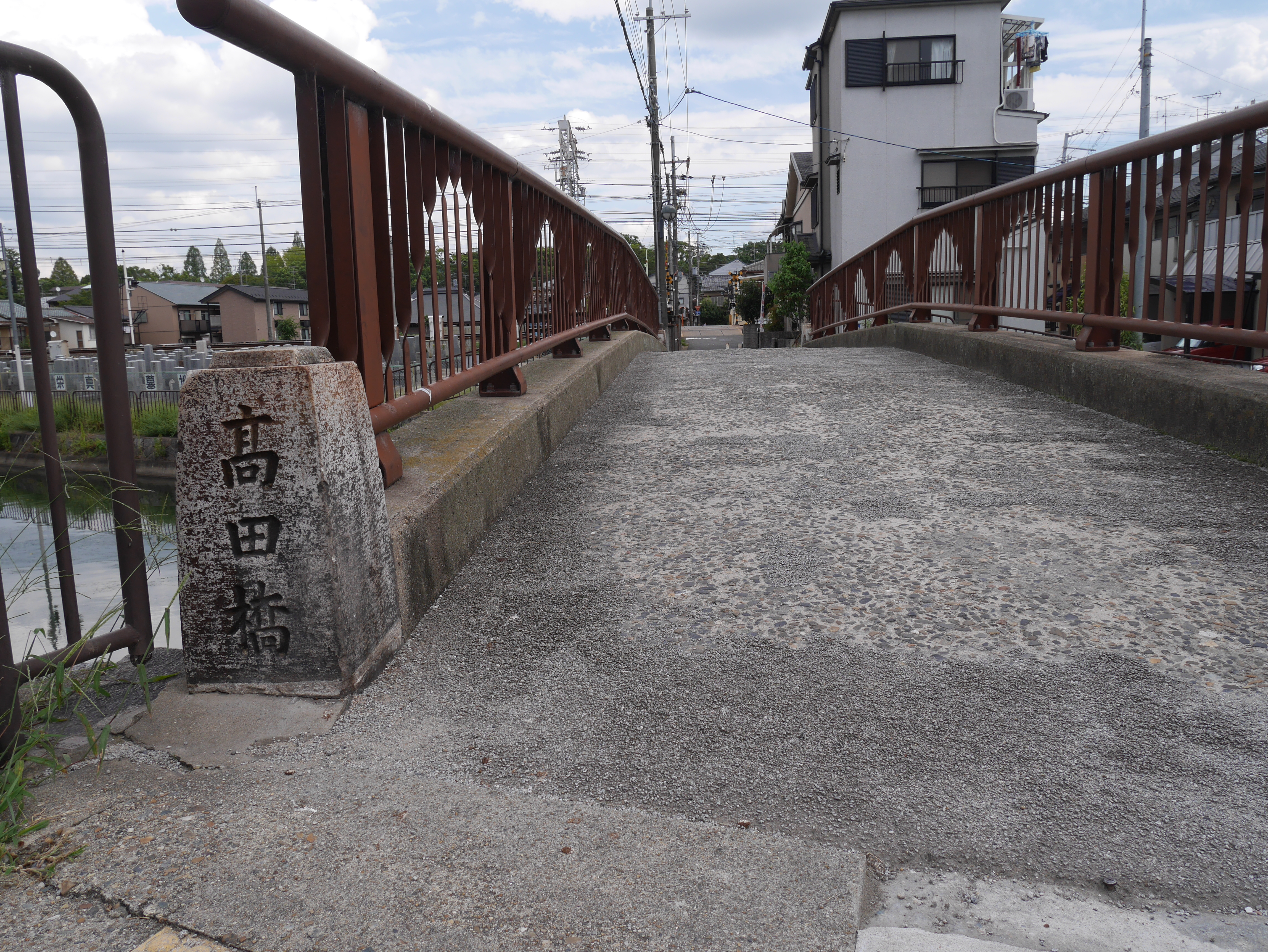
高田橋（2015.09.13）
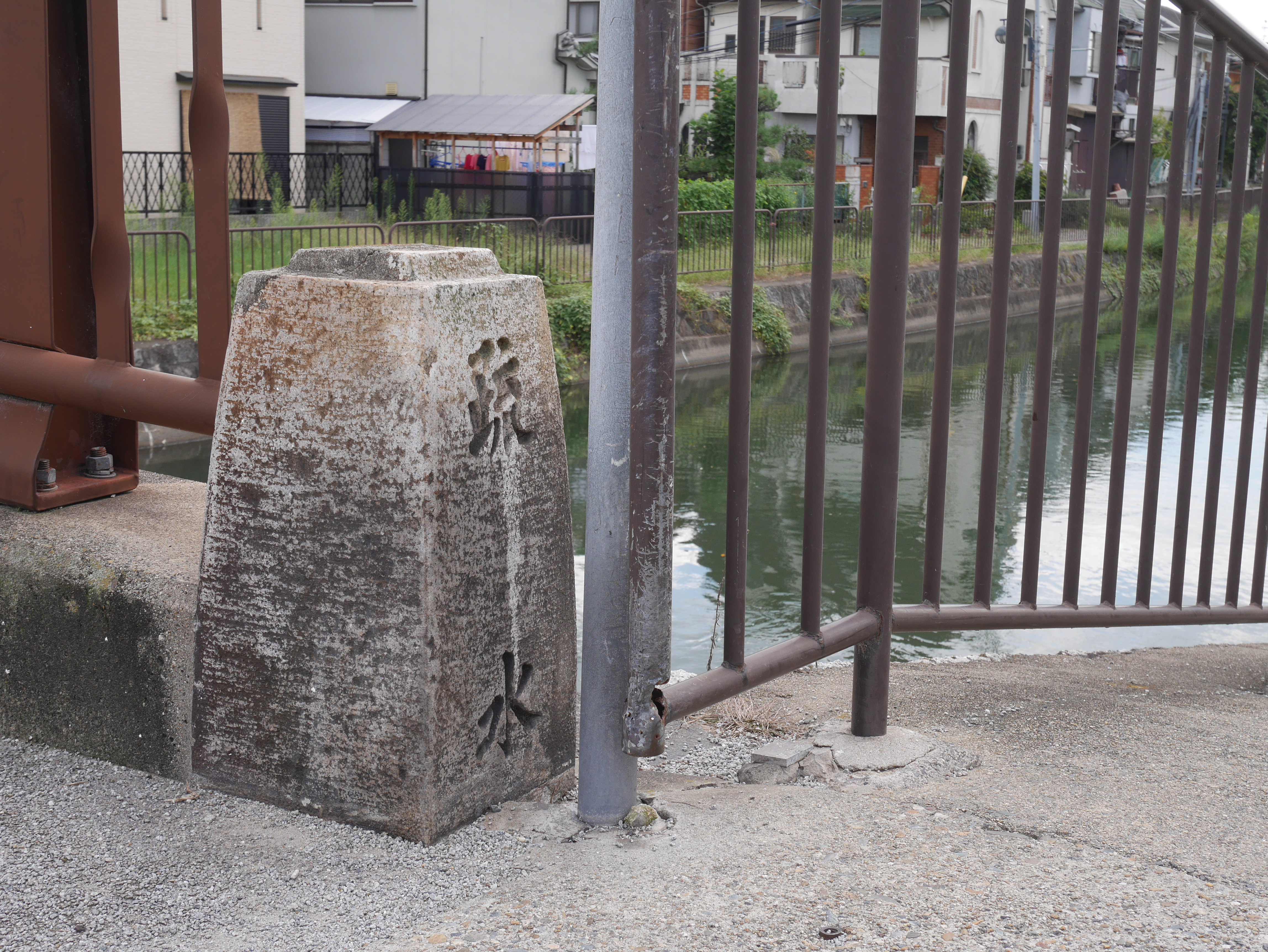
高田橋（2015.09.13）
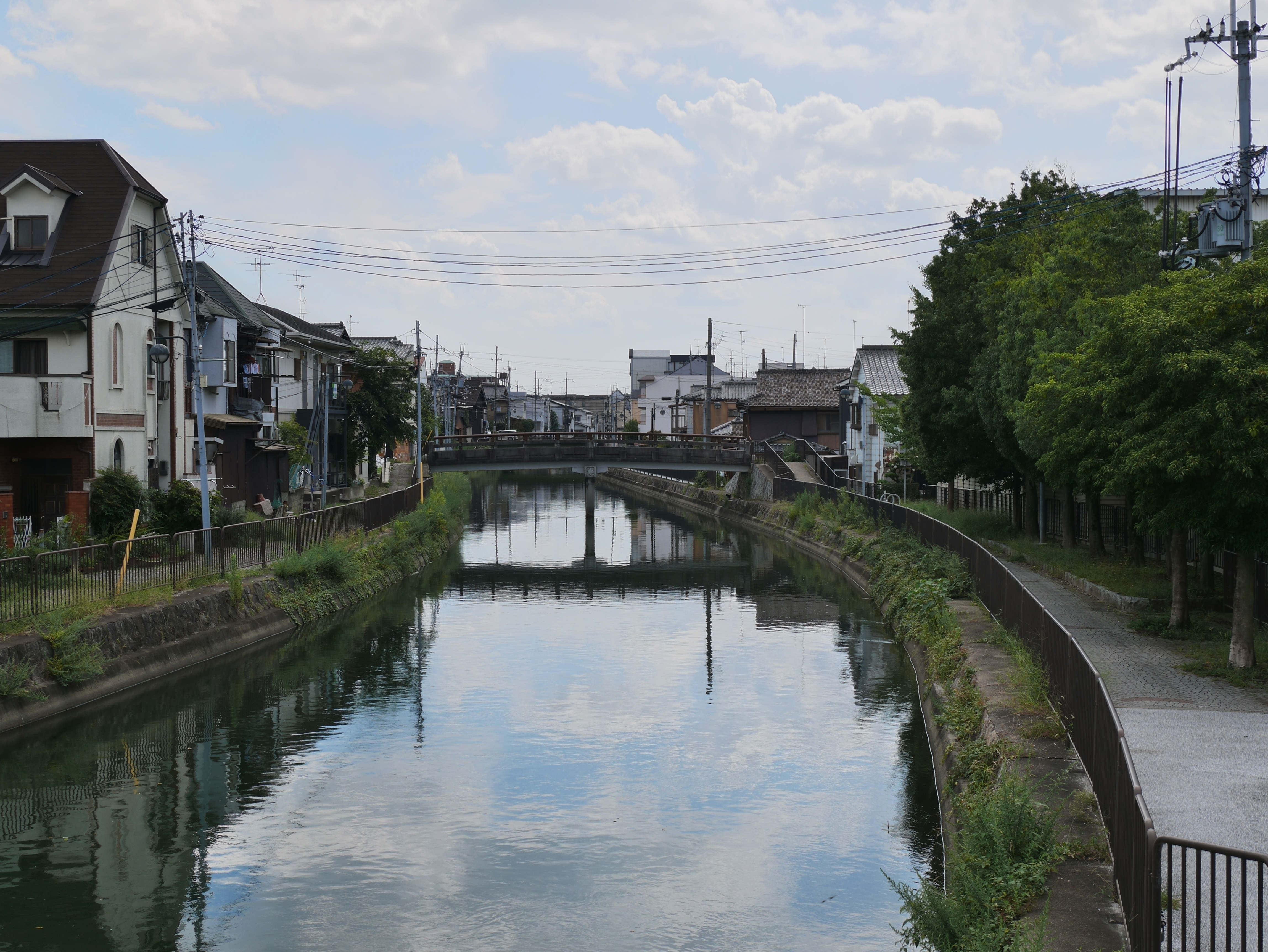
高田橋（2015.09.13）

- 北新橋　大正12年（1923年）

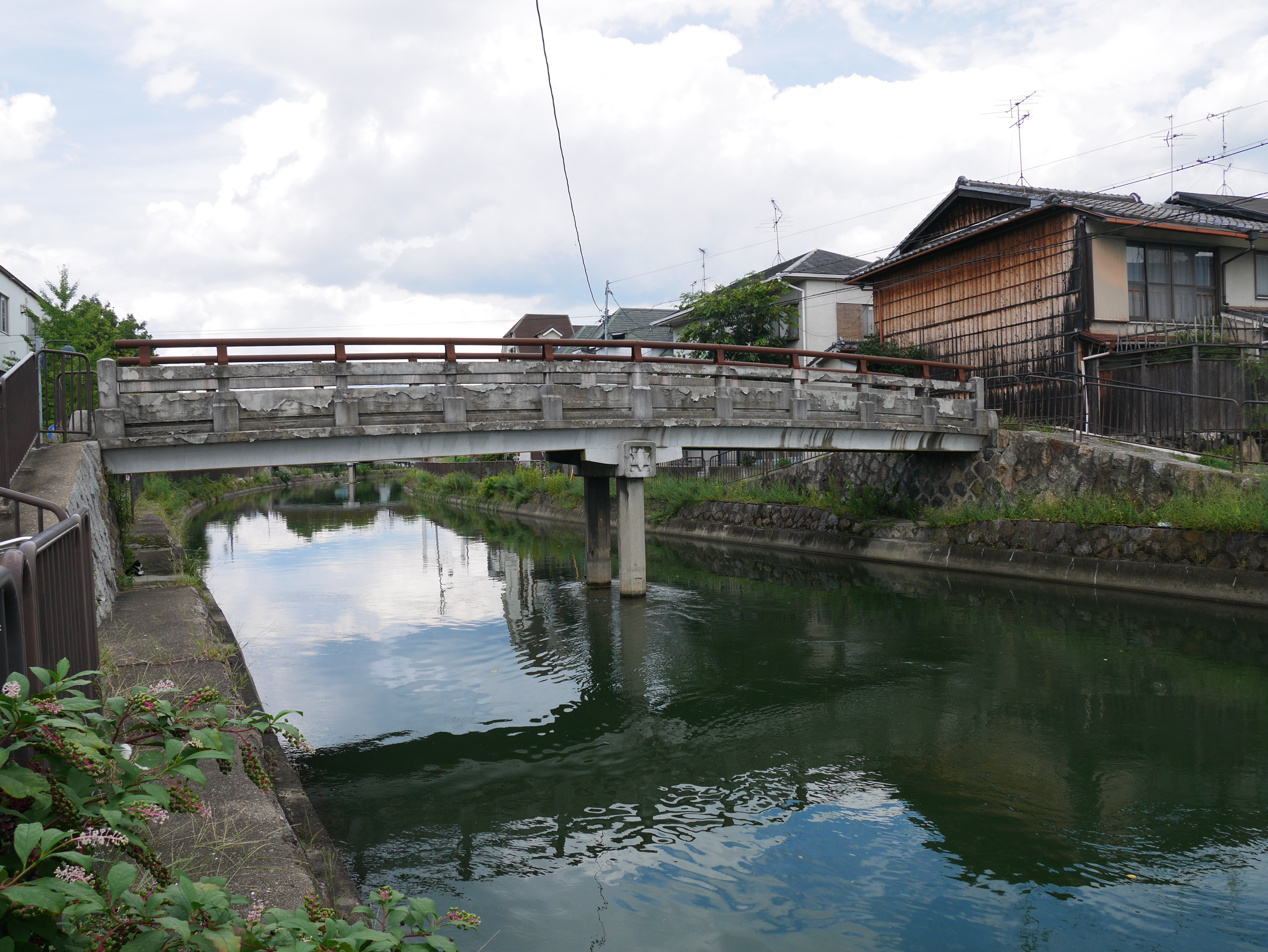
北新橋（2015.09.13）
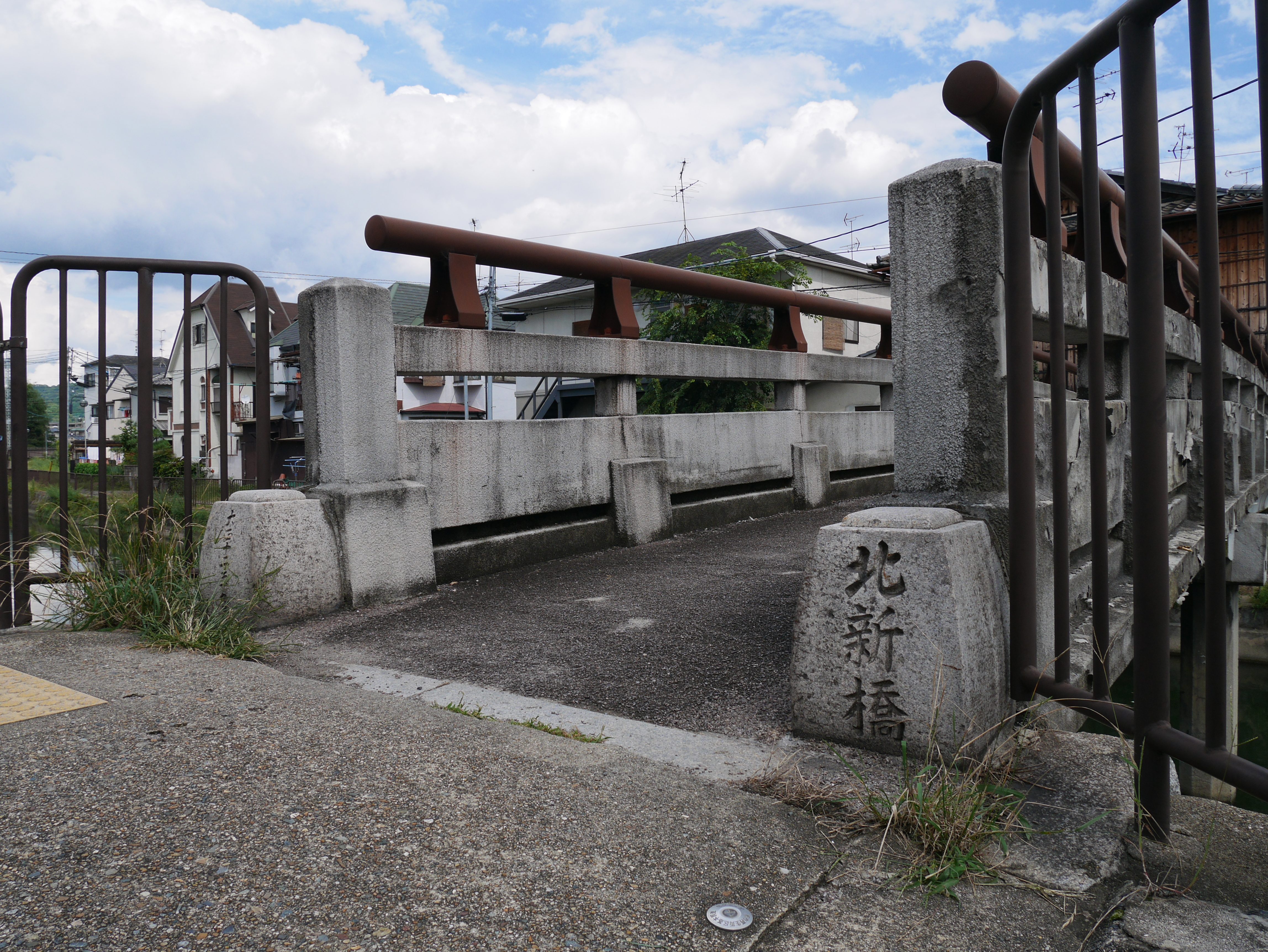
北新橋（2015.09.13）
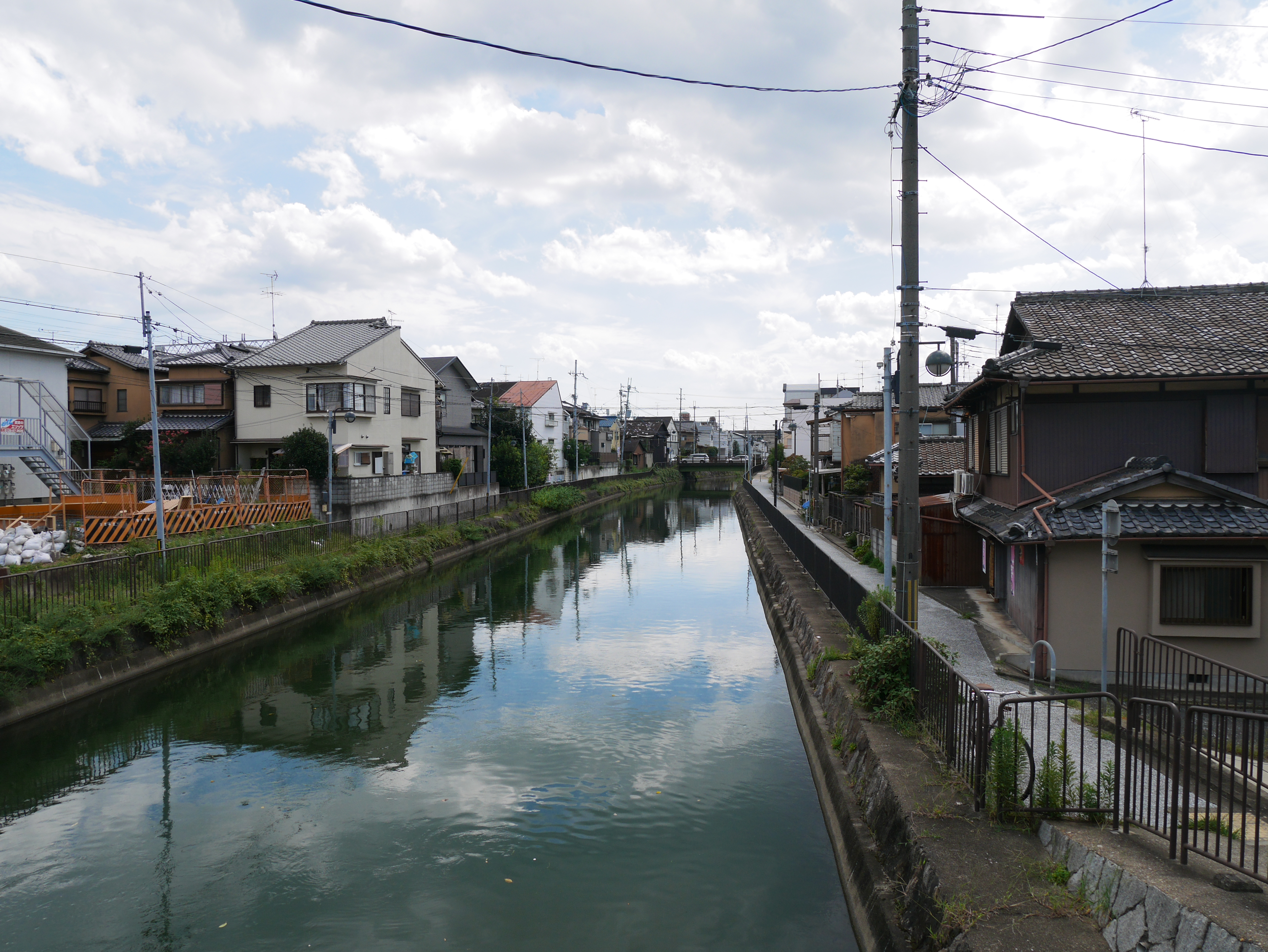
北新橋（2015.09.13）
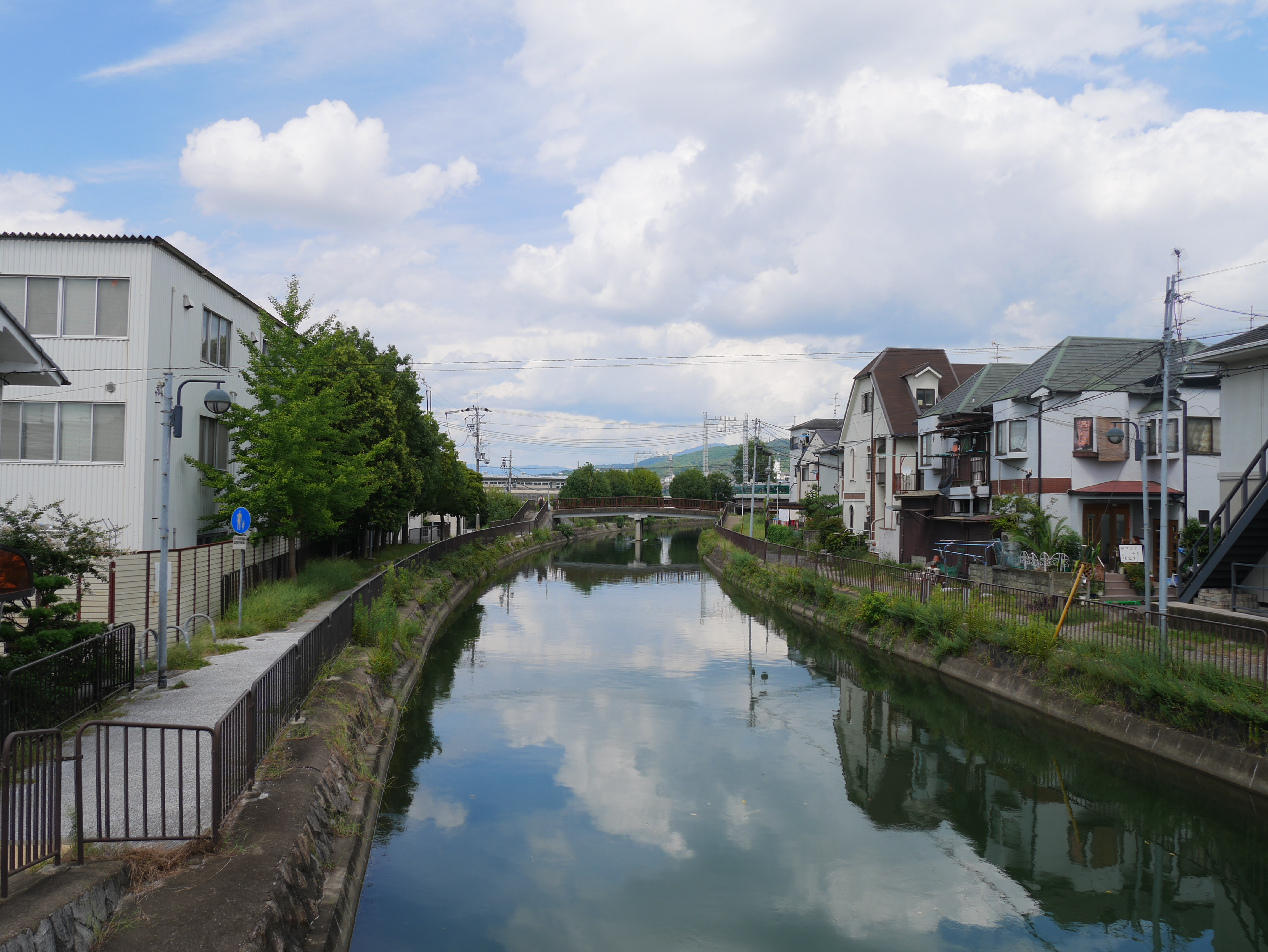
北新橋（2015.09.13）

- 墨染橋　昭和39年（1964年）

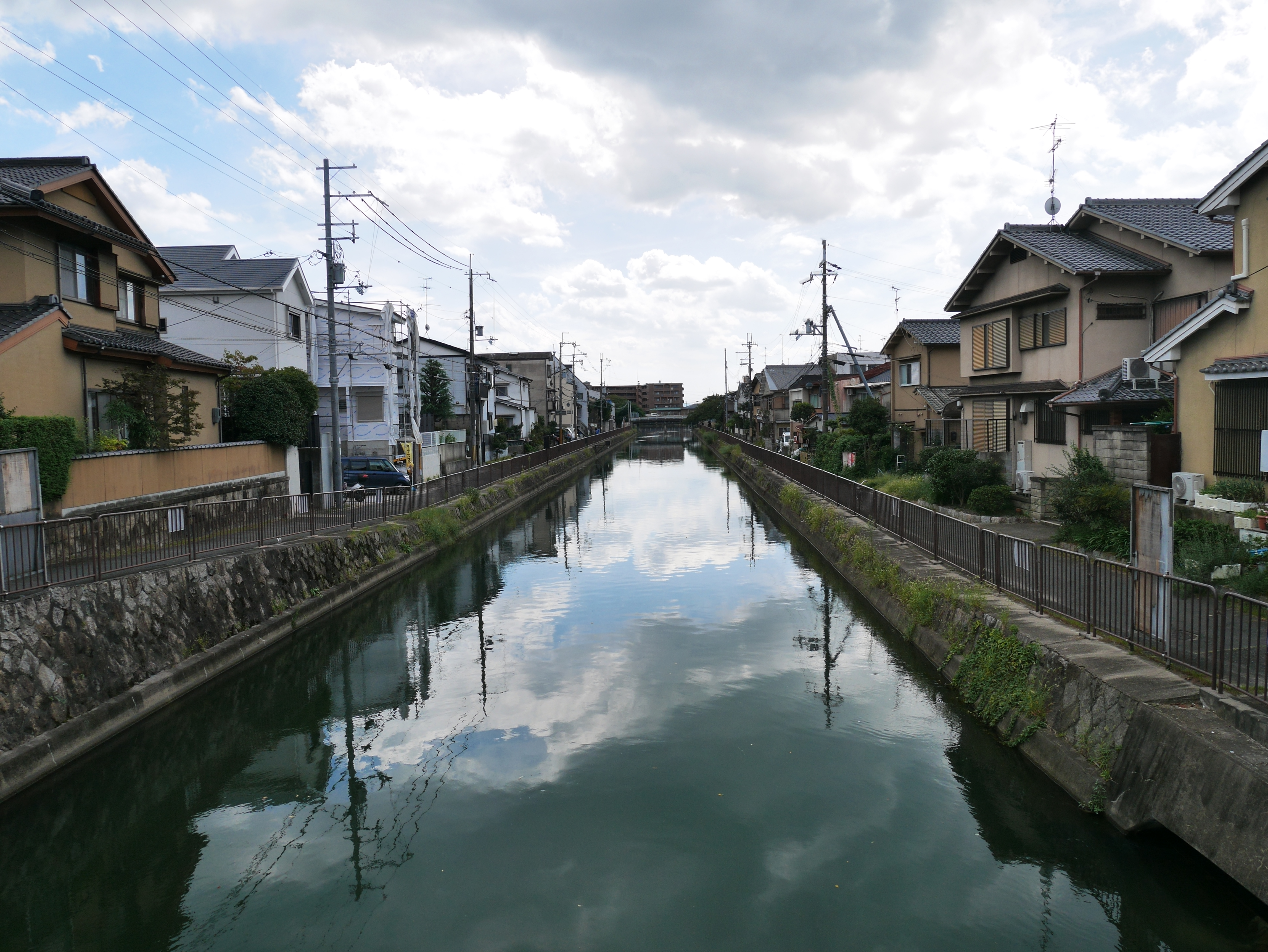
黒染橋（2015.09.13）
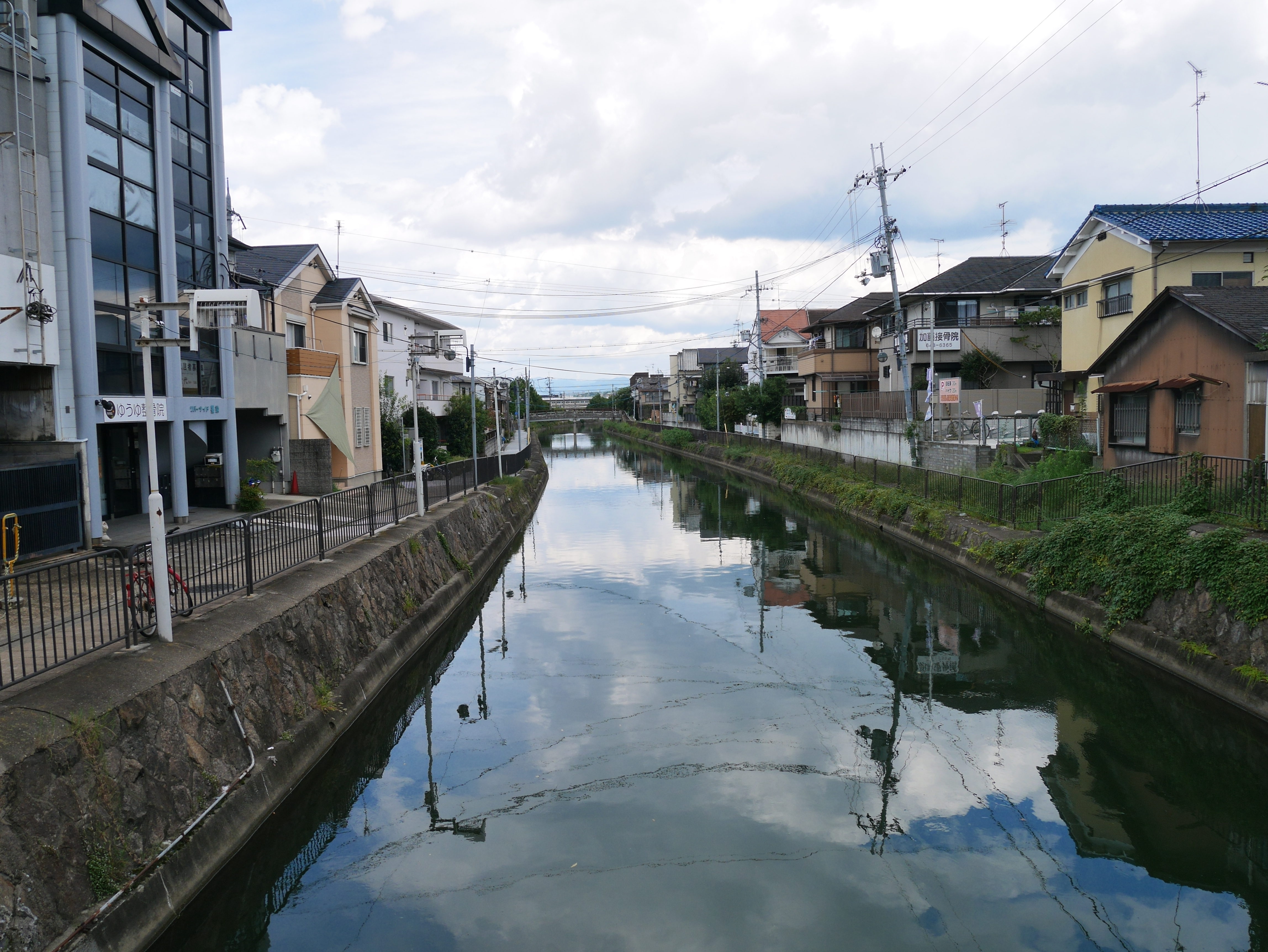
黒染橋（2015.09.13）
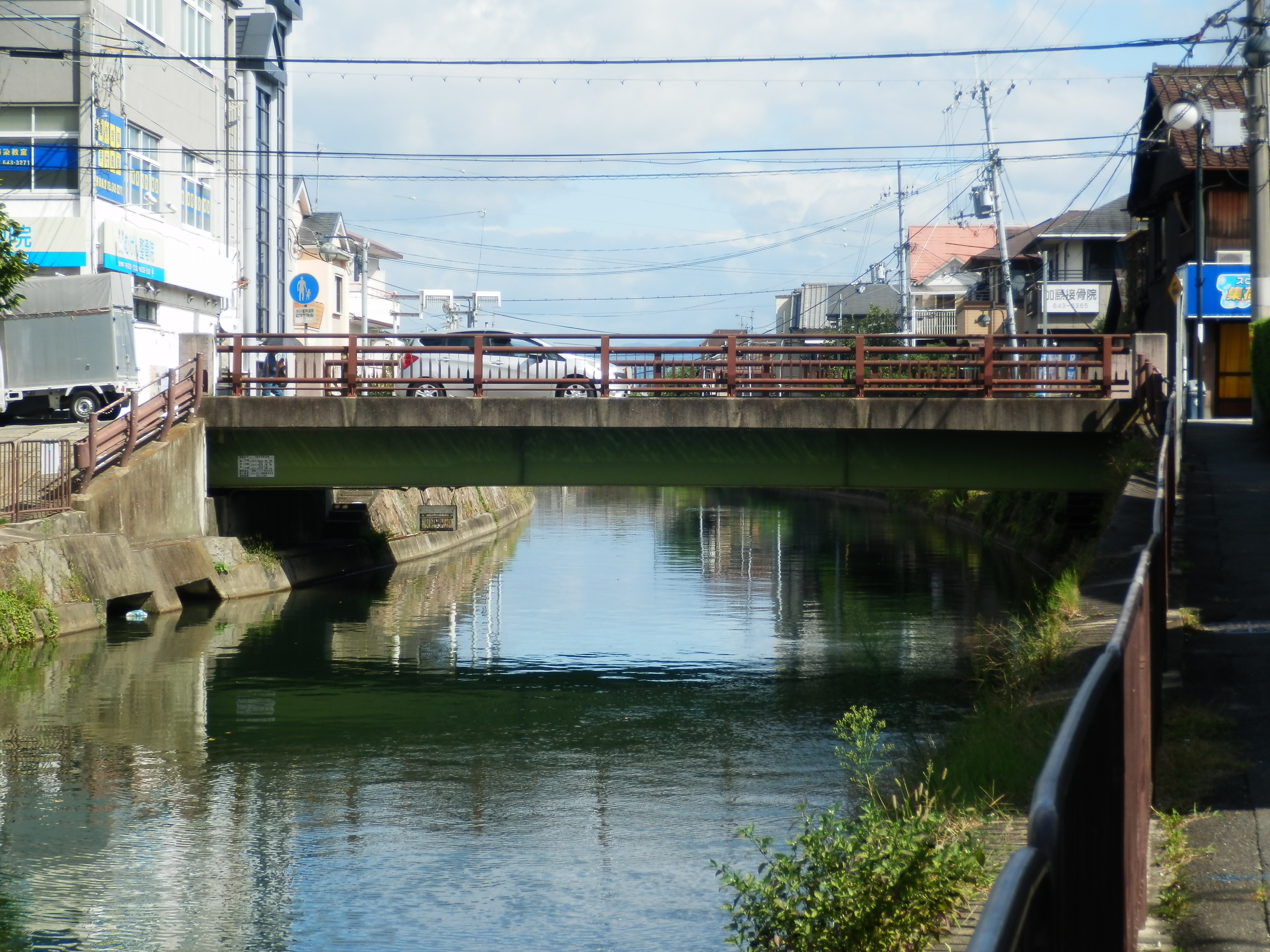
墨染橋（2015.9.19）

- 出雲橋　昭和49年（1974年）

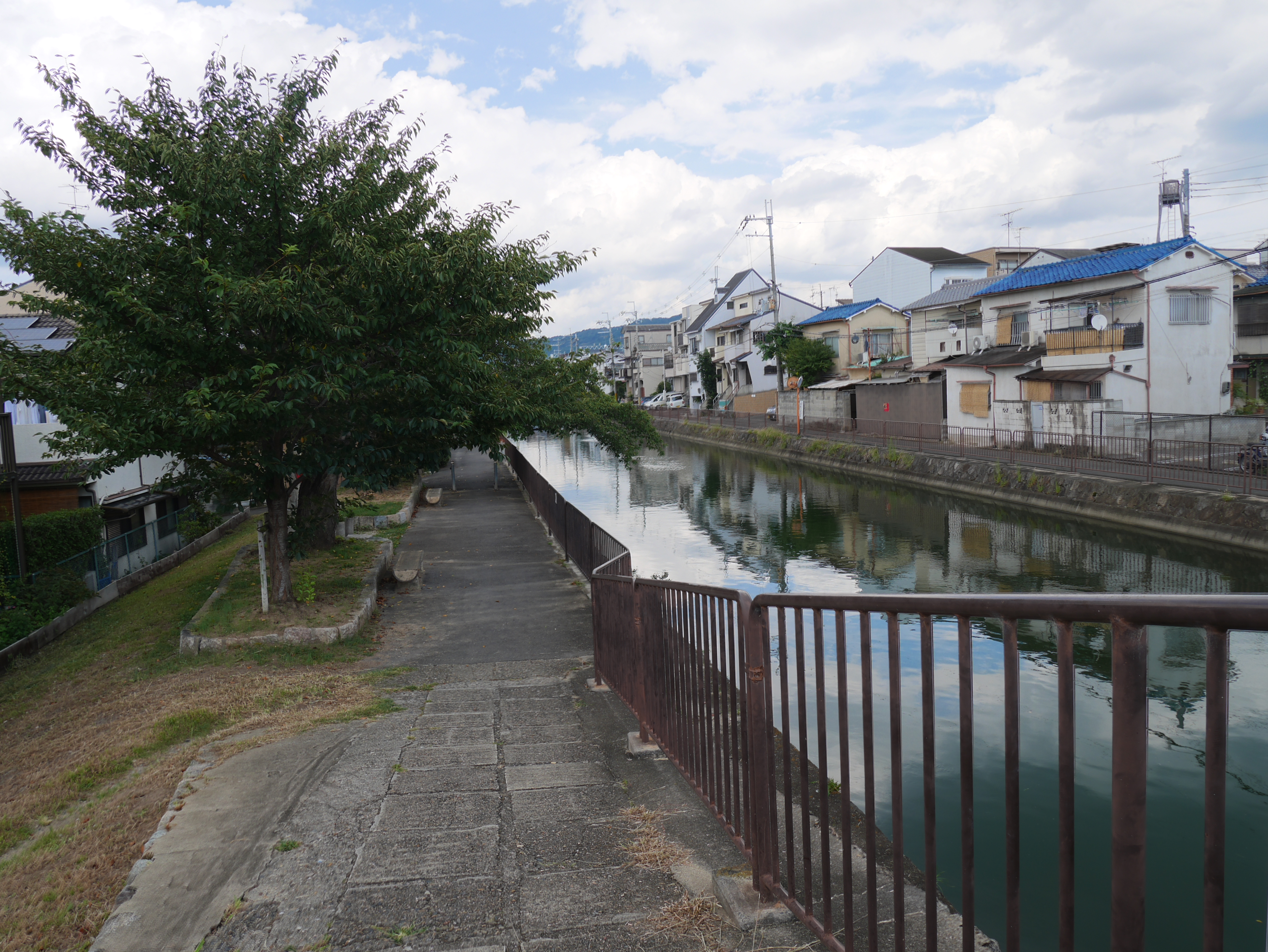
出雲橋（2015.09.13）
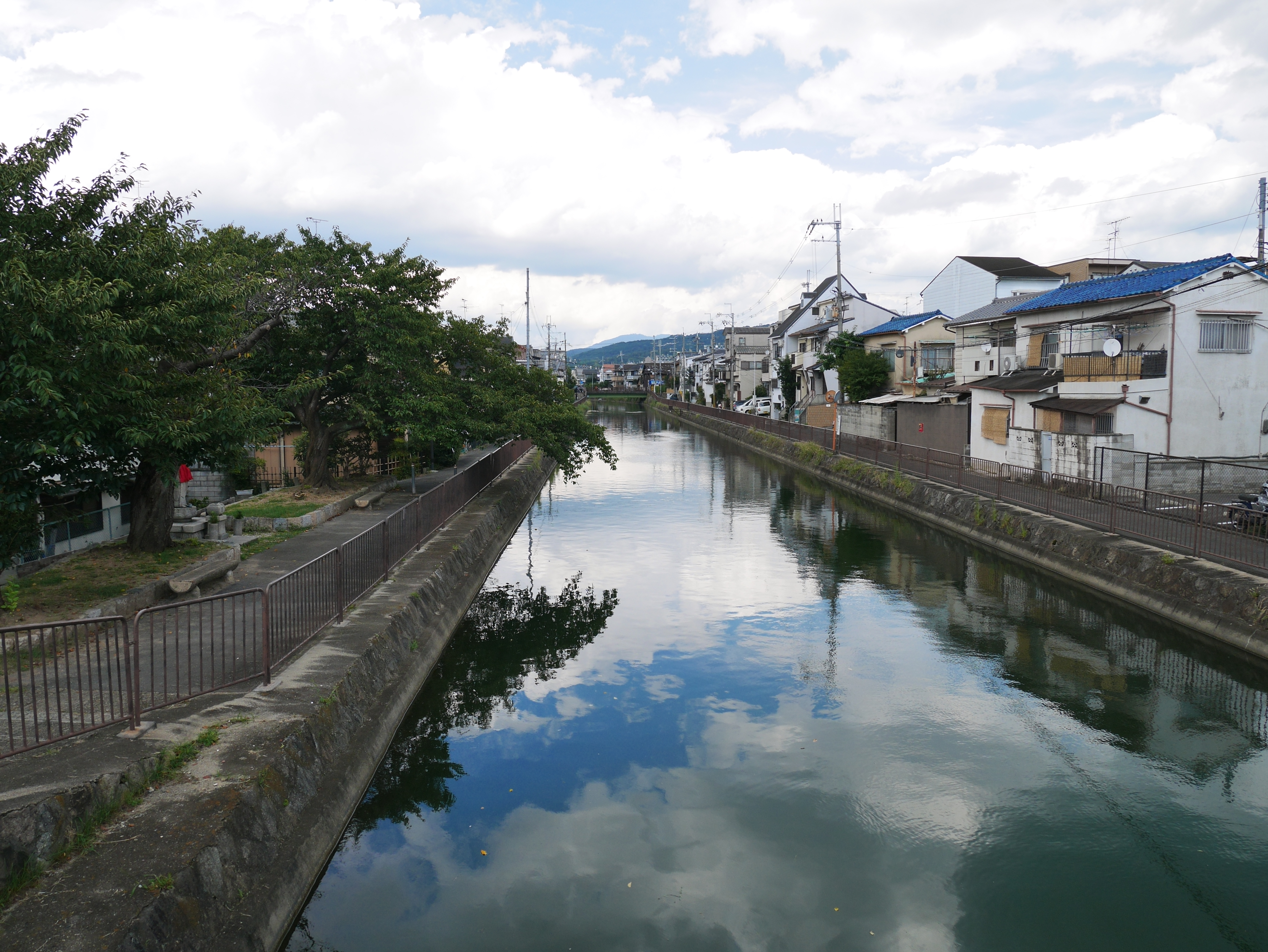
出雲橋（2015.09.13）
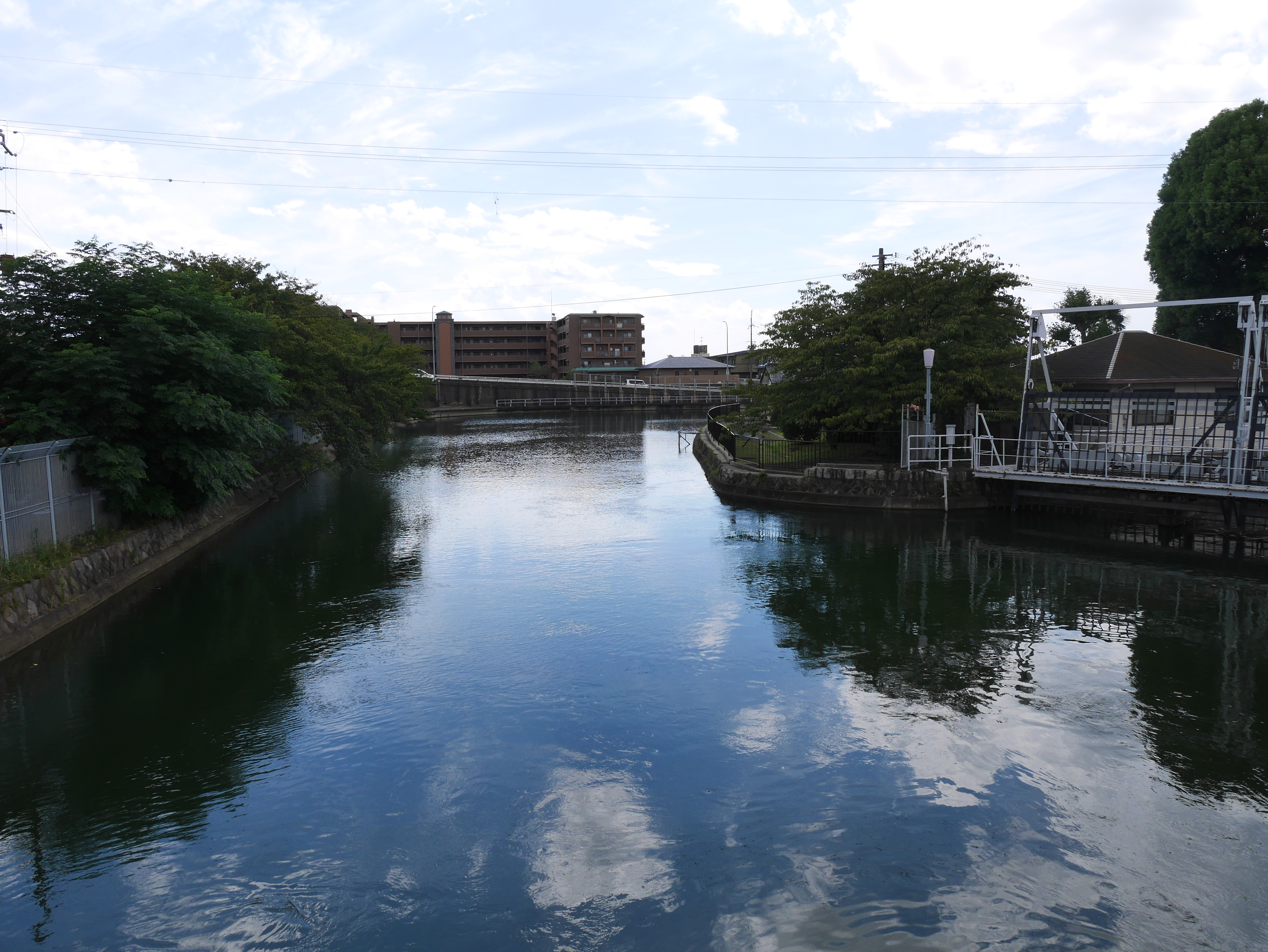
出雲橋（2015.09.13）
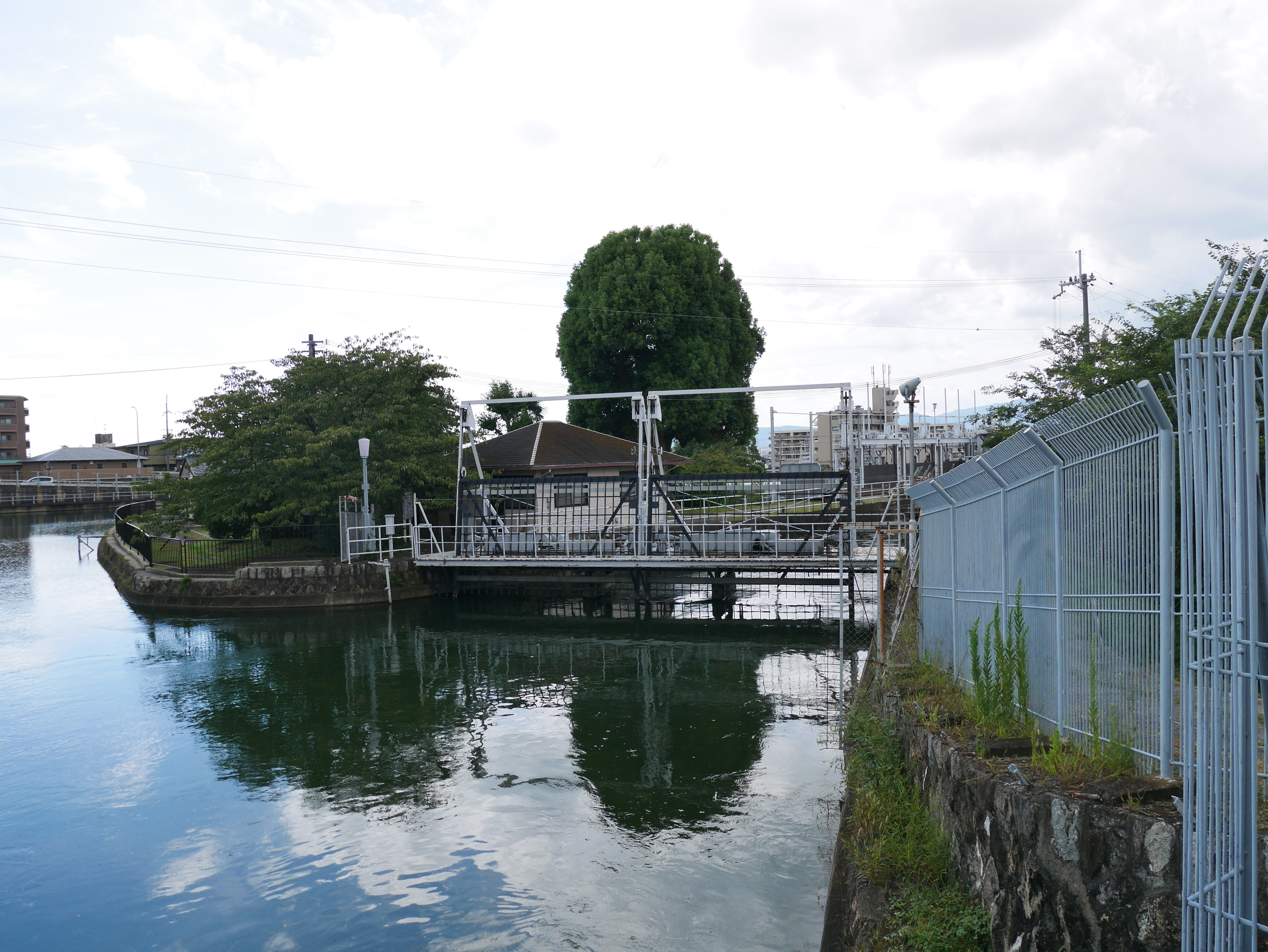
出雲橋（2015.09.13）

- 墨染ダム　明治28年（1995年）

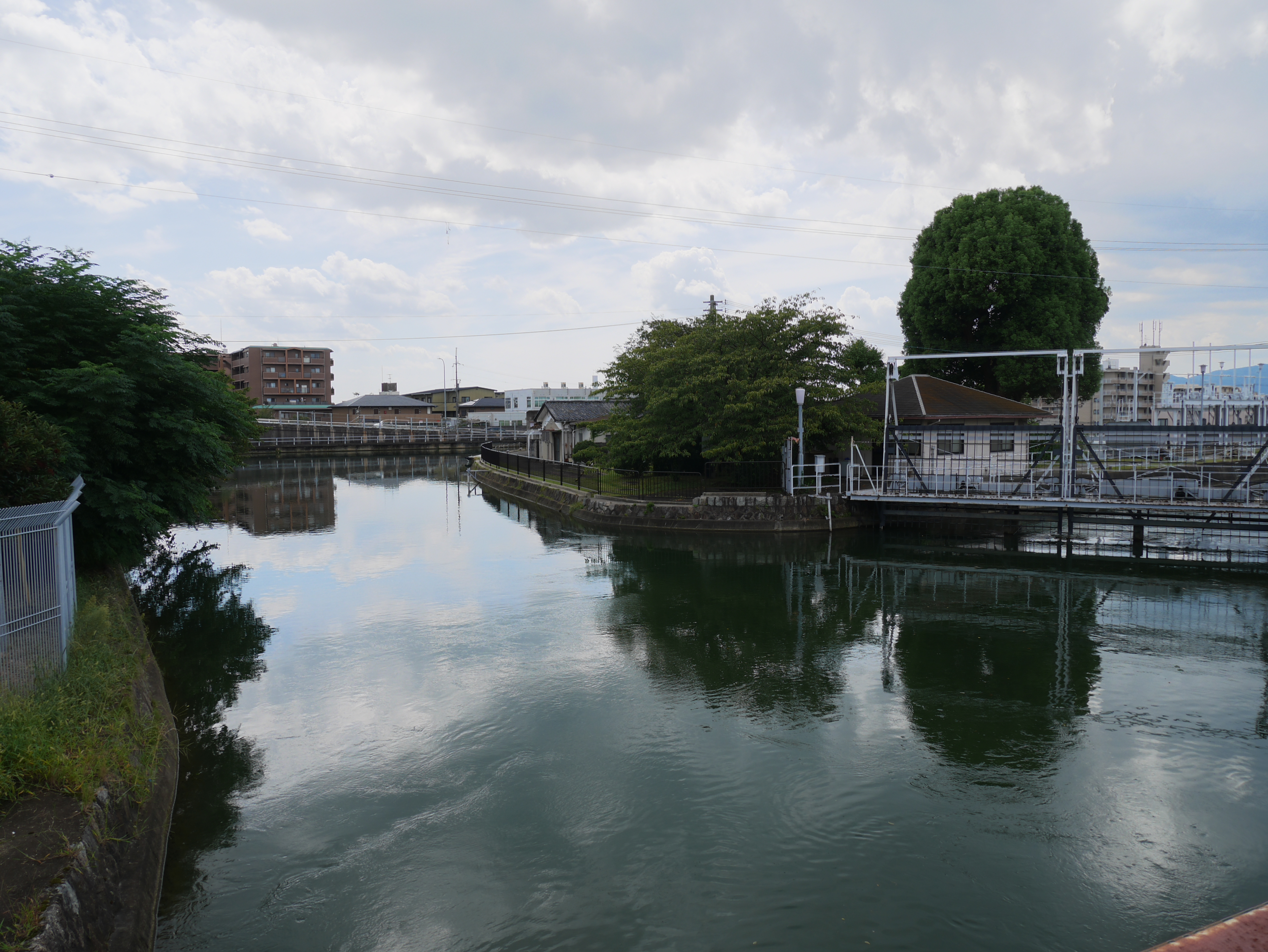
墨染ダム（2015.09.13）
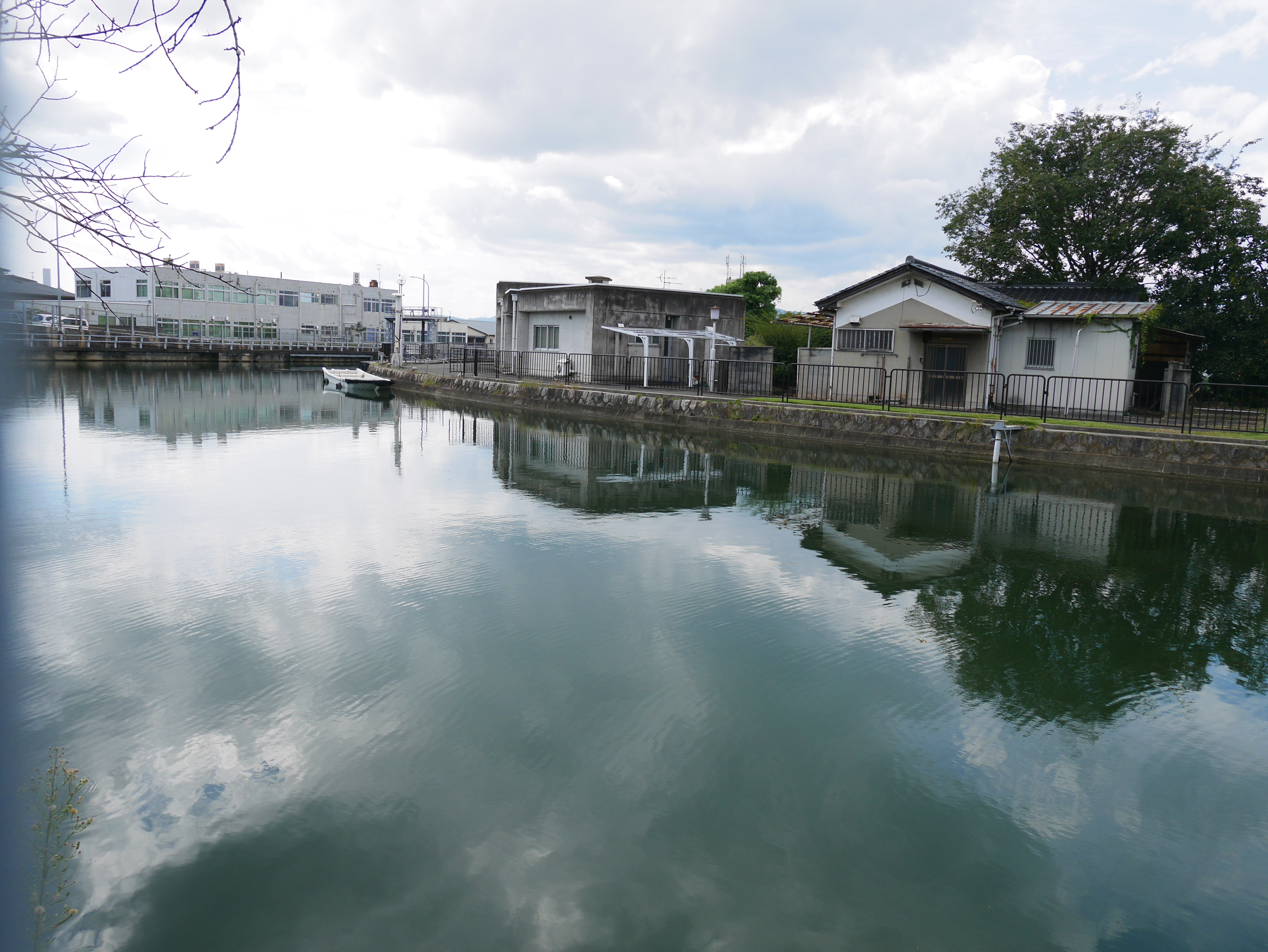
墨染ダム（2015.09.13）
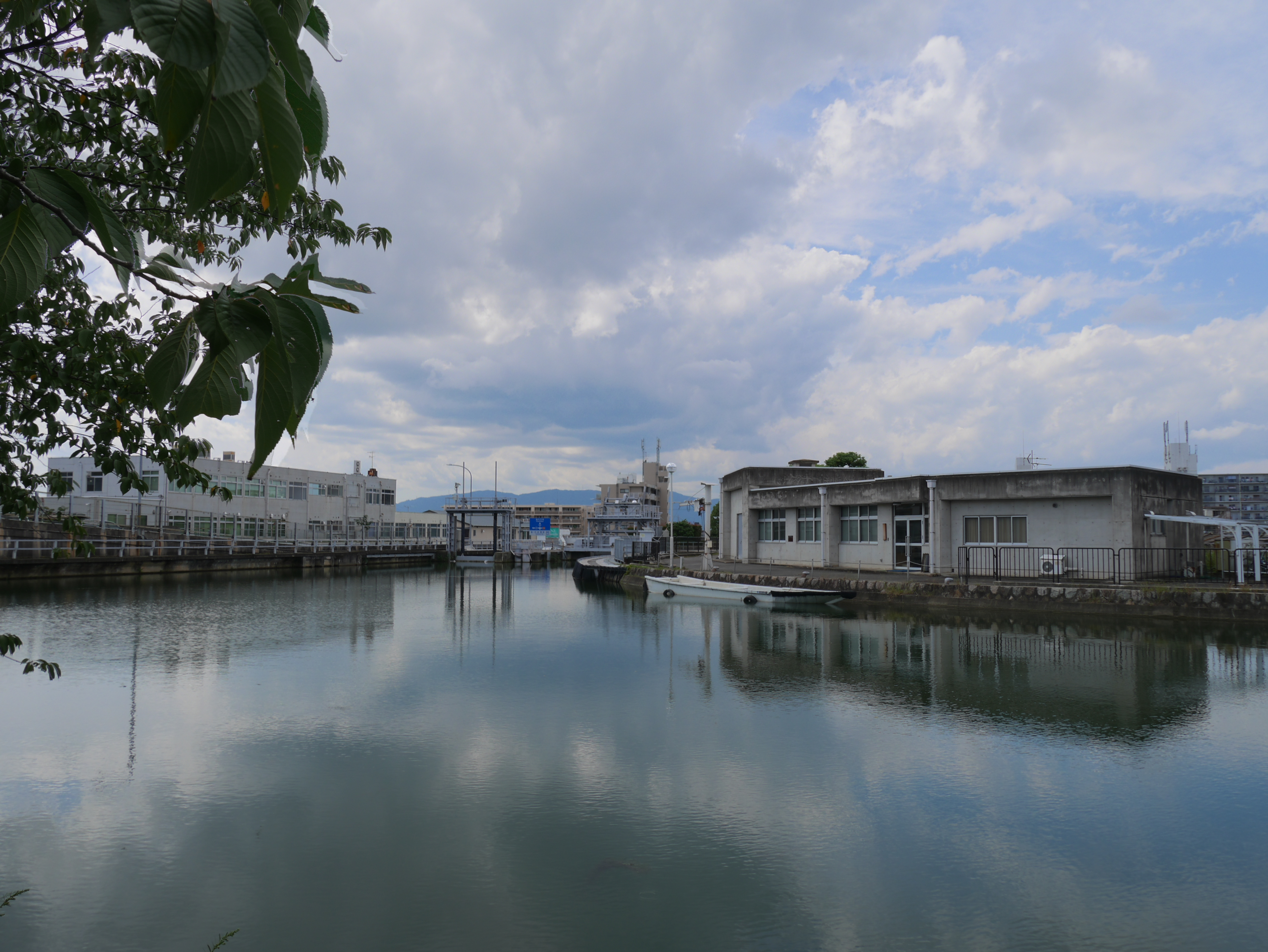
墨染ダム（2015.09.13）
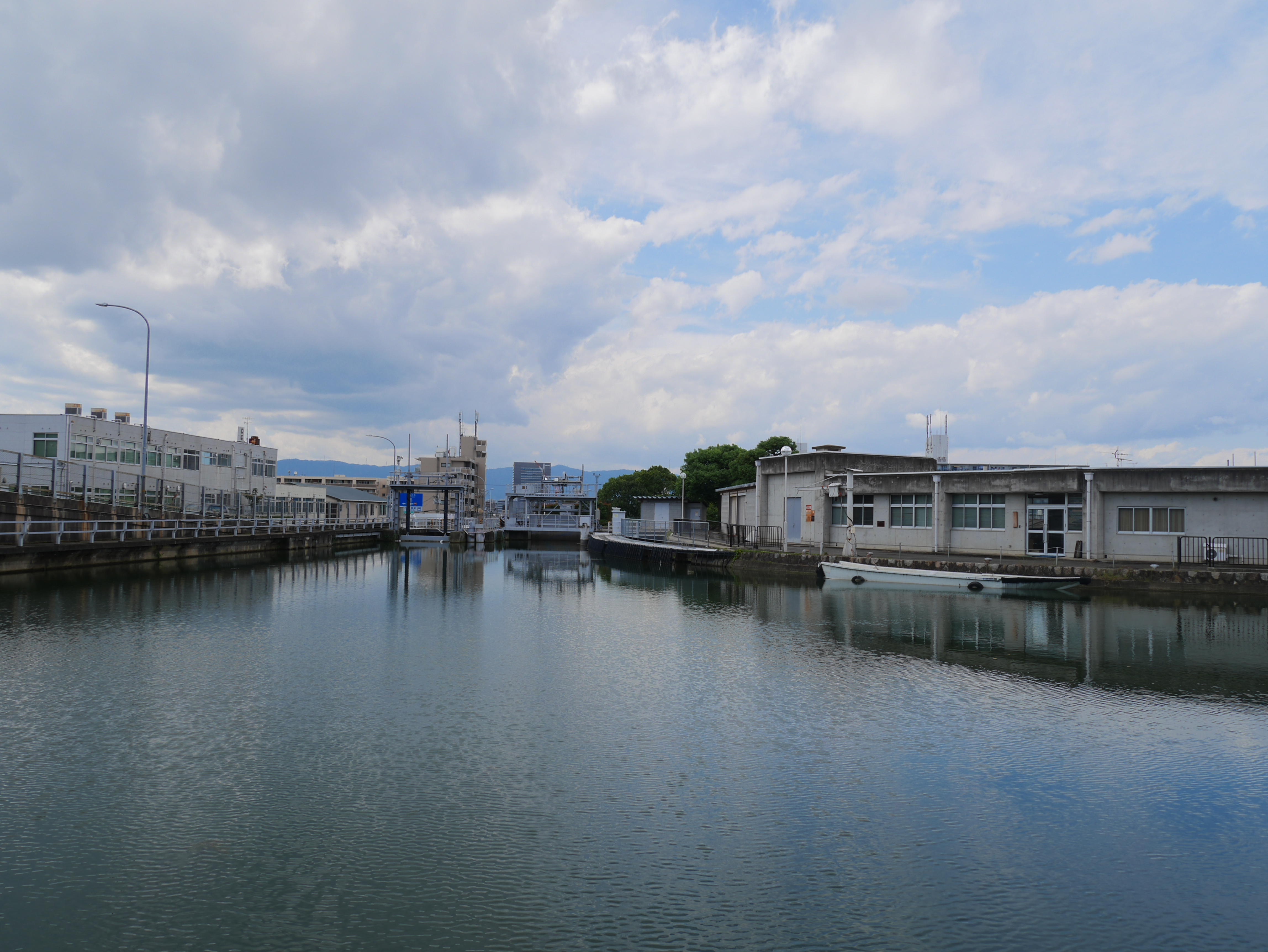
墨染ダム（2015.09.13）
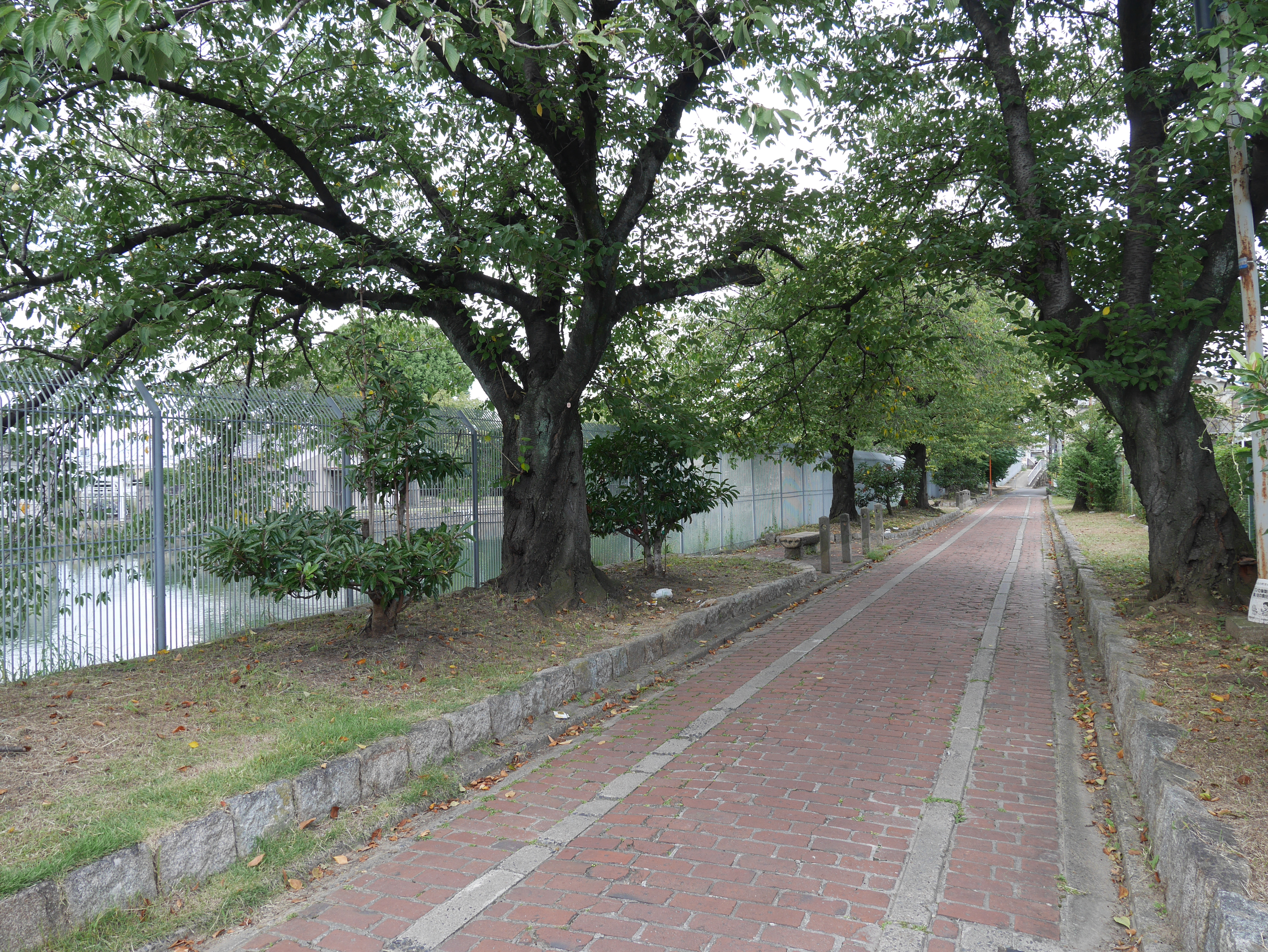
墨染ダム（2015.09.13）
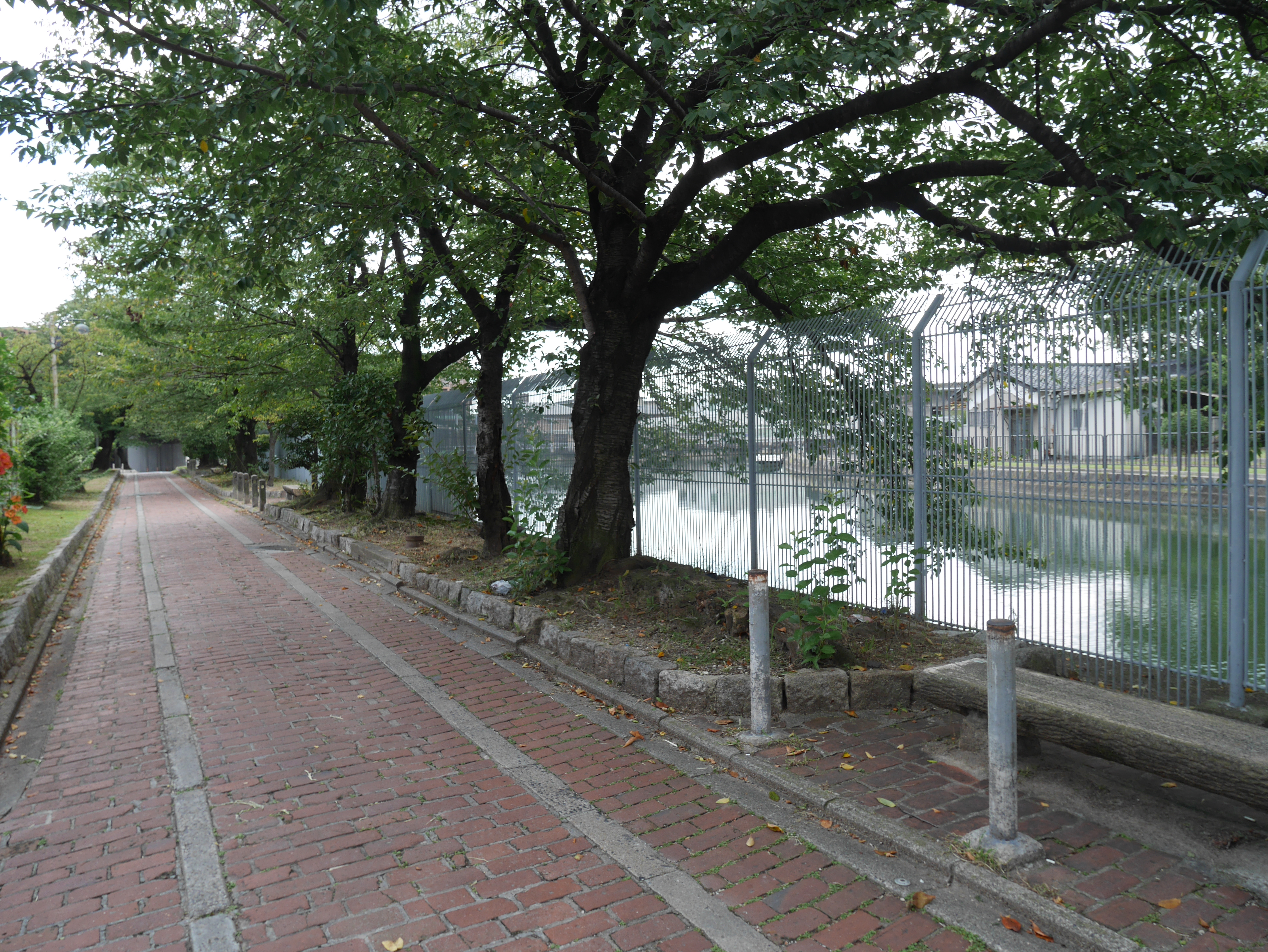
墨染ダム（2015.09.13）

- 旧伏見インクラインより下流

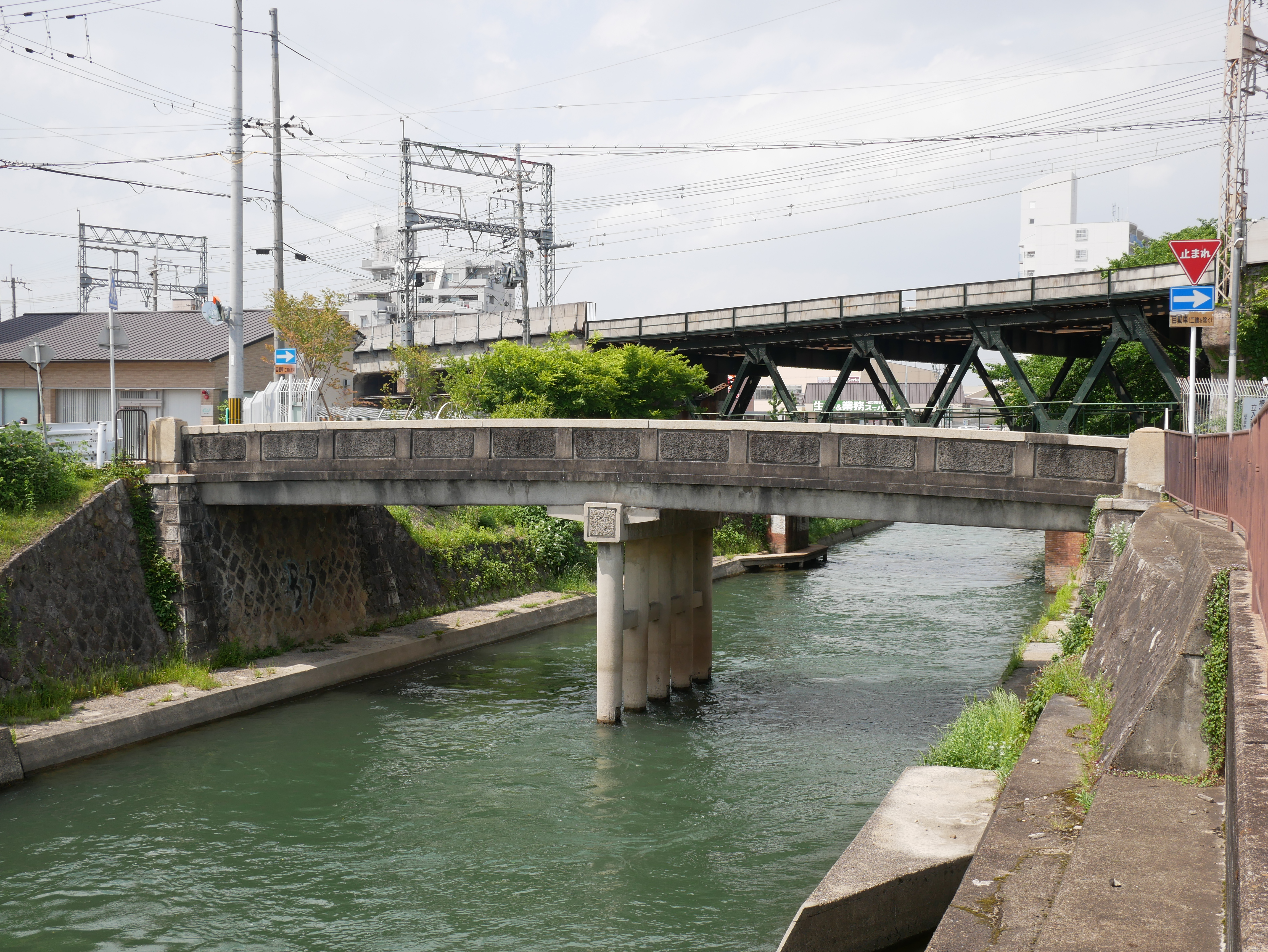
津知橋
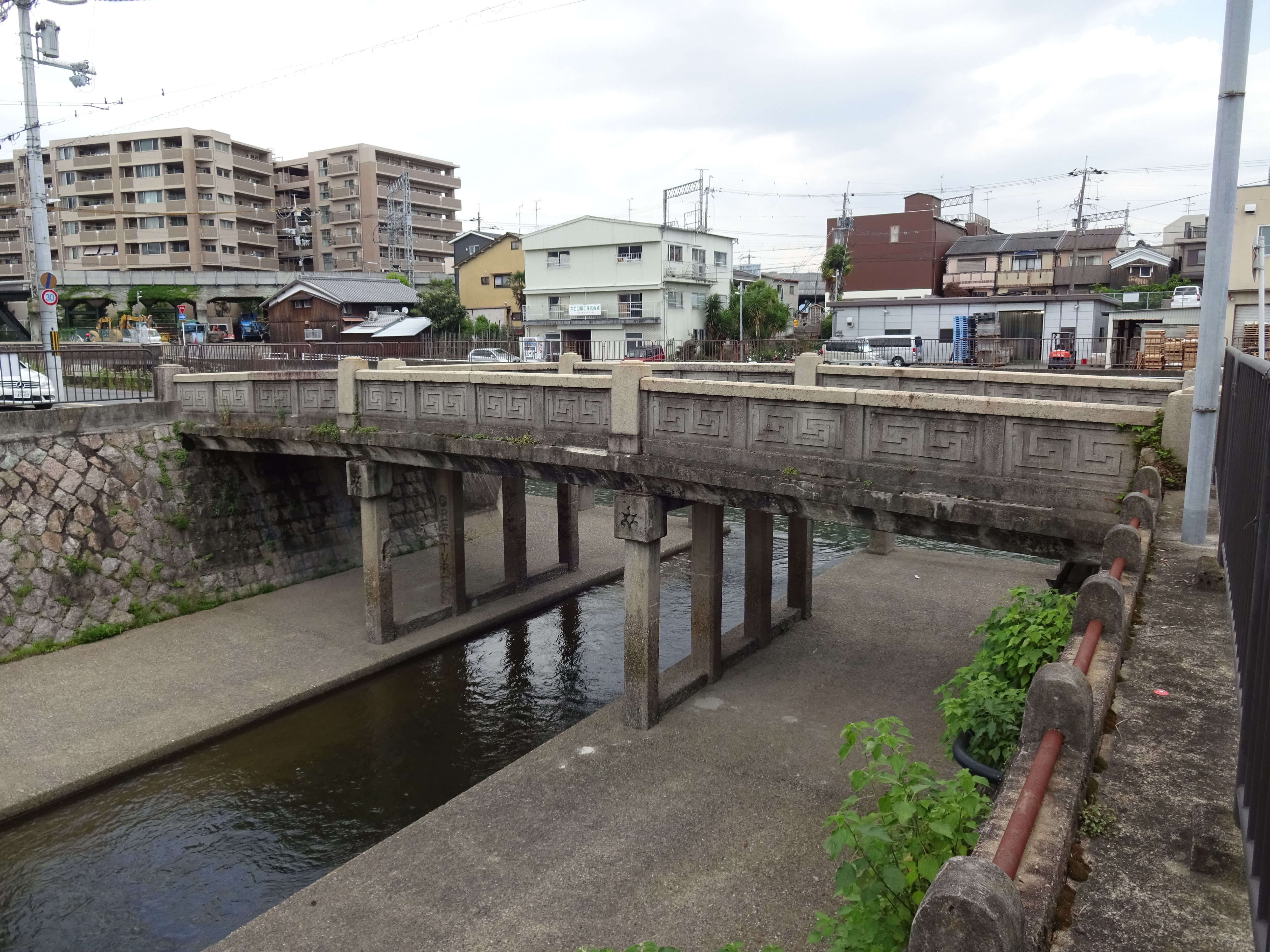
旧東住吉橋
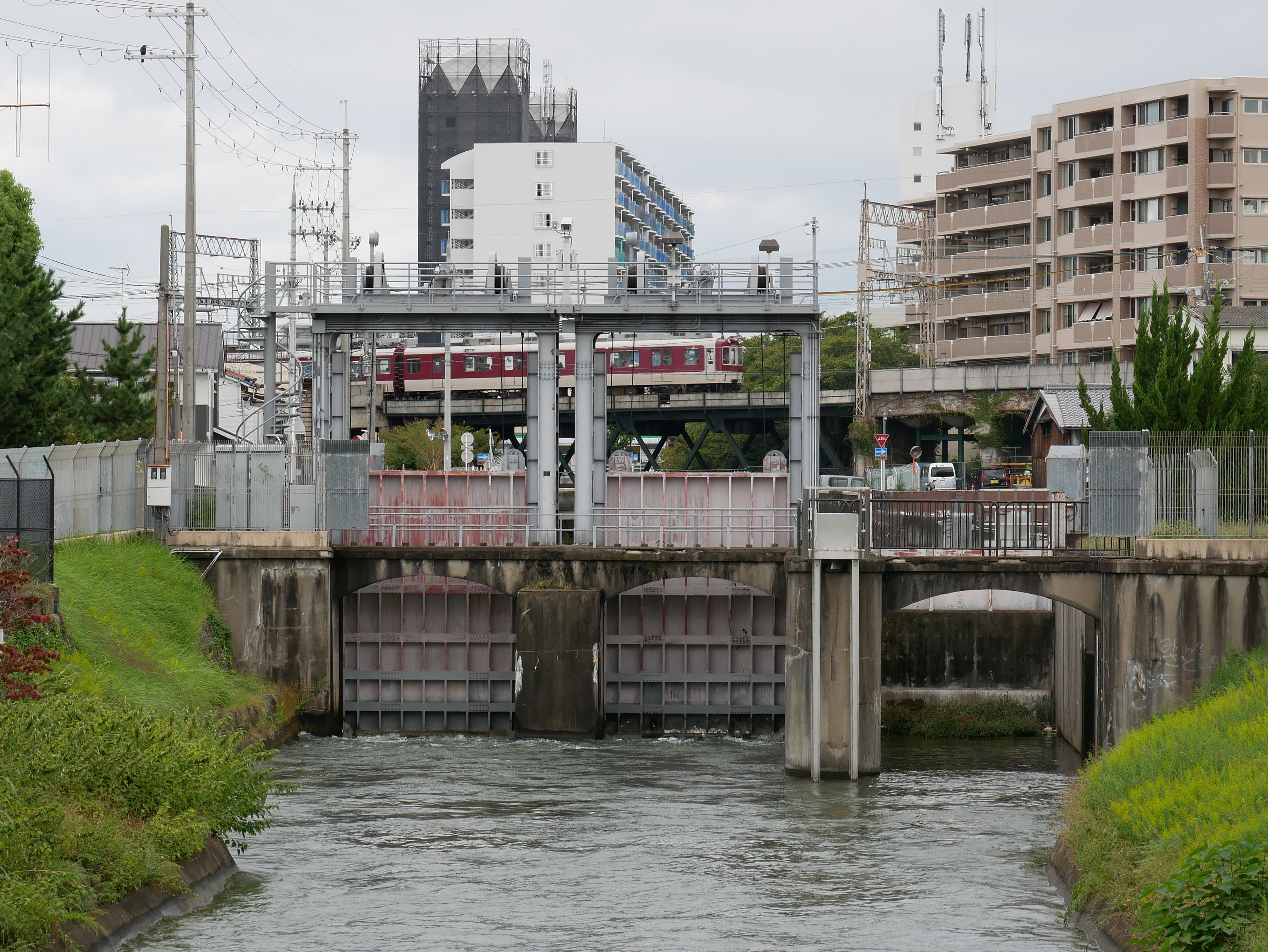
伏見制水門
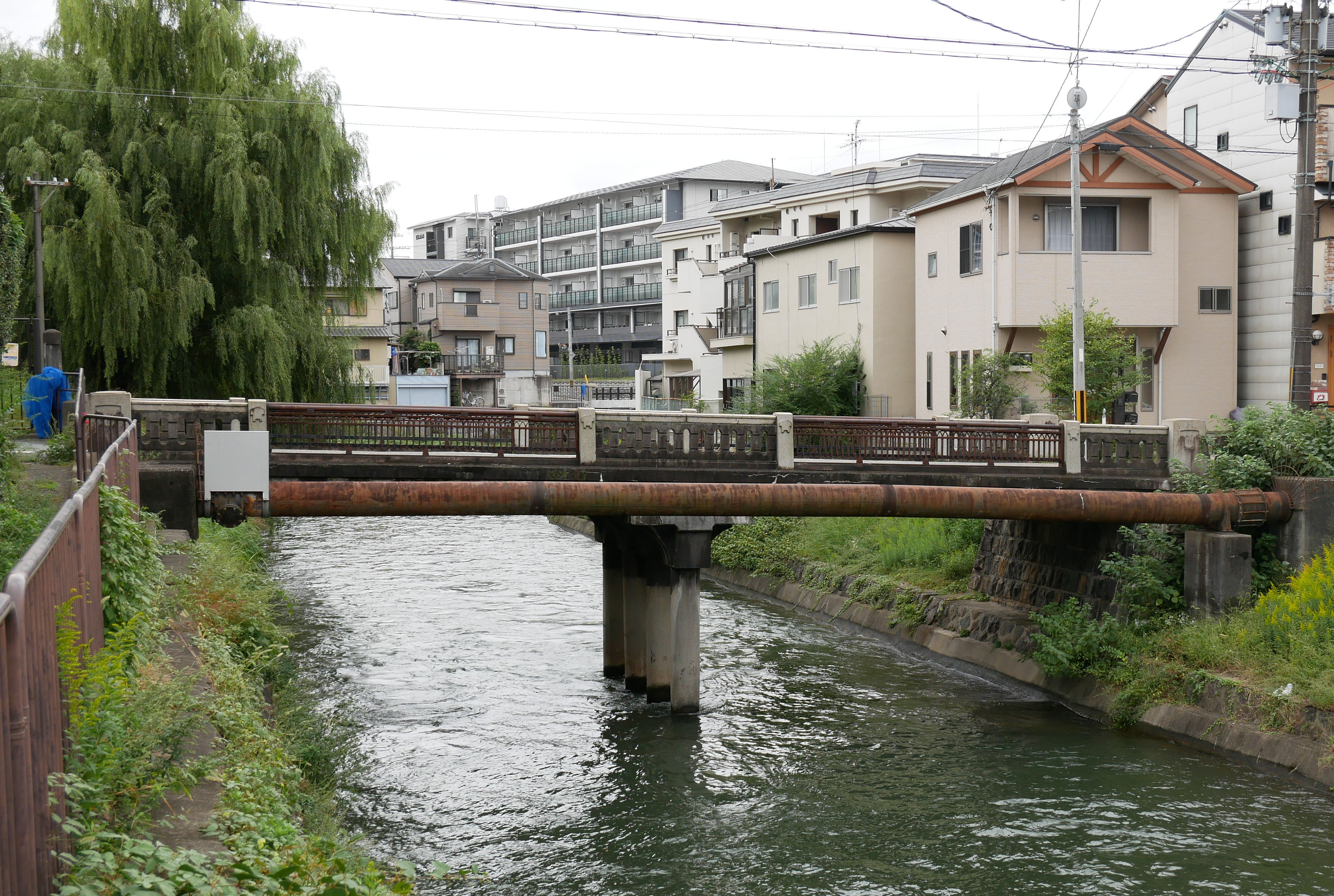
上板橋
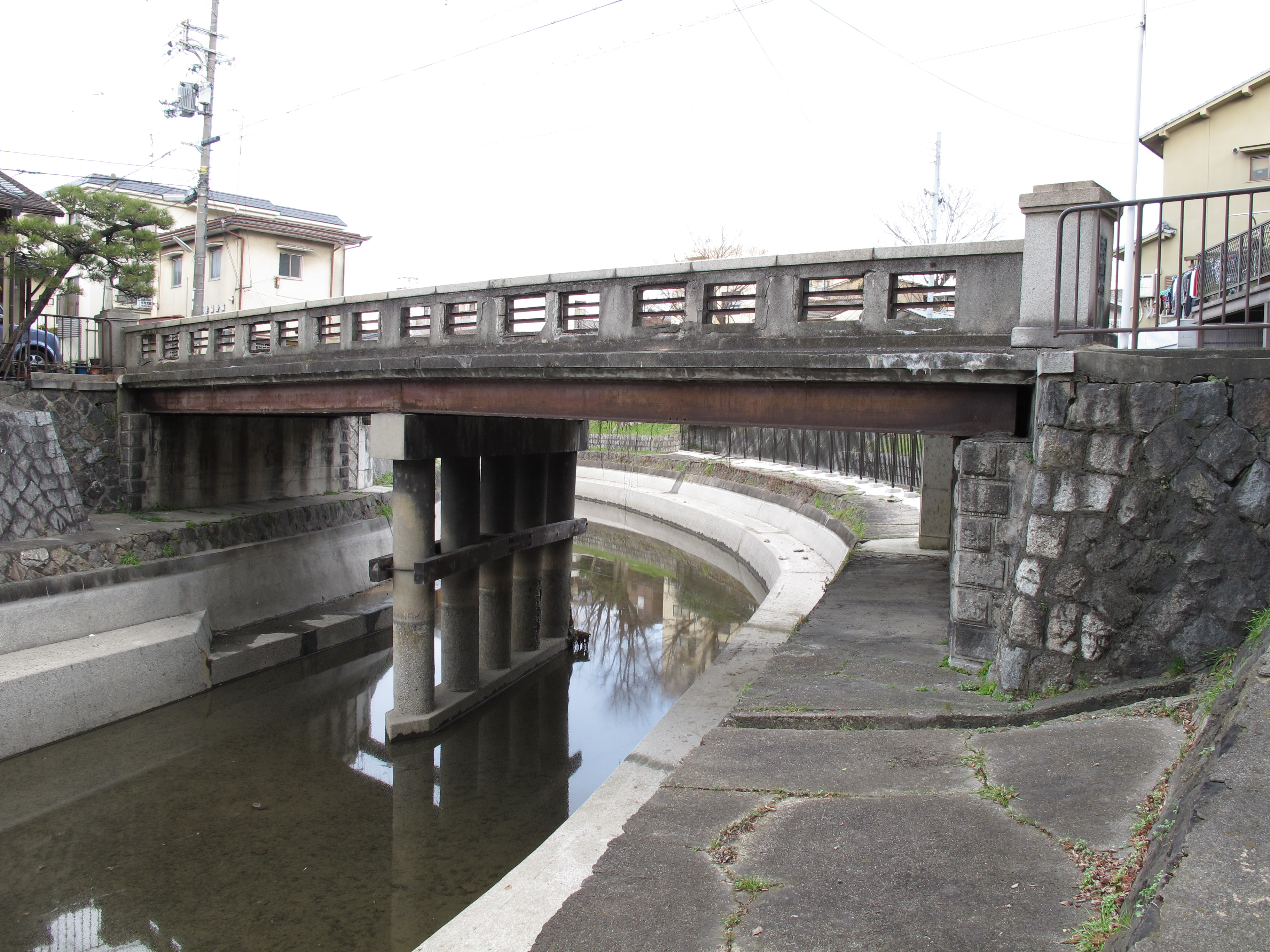
旧常磐橋
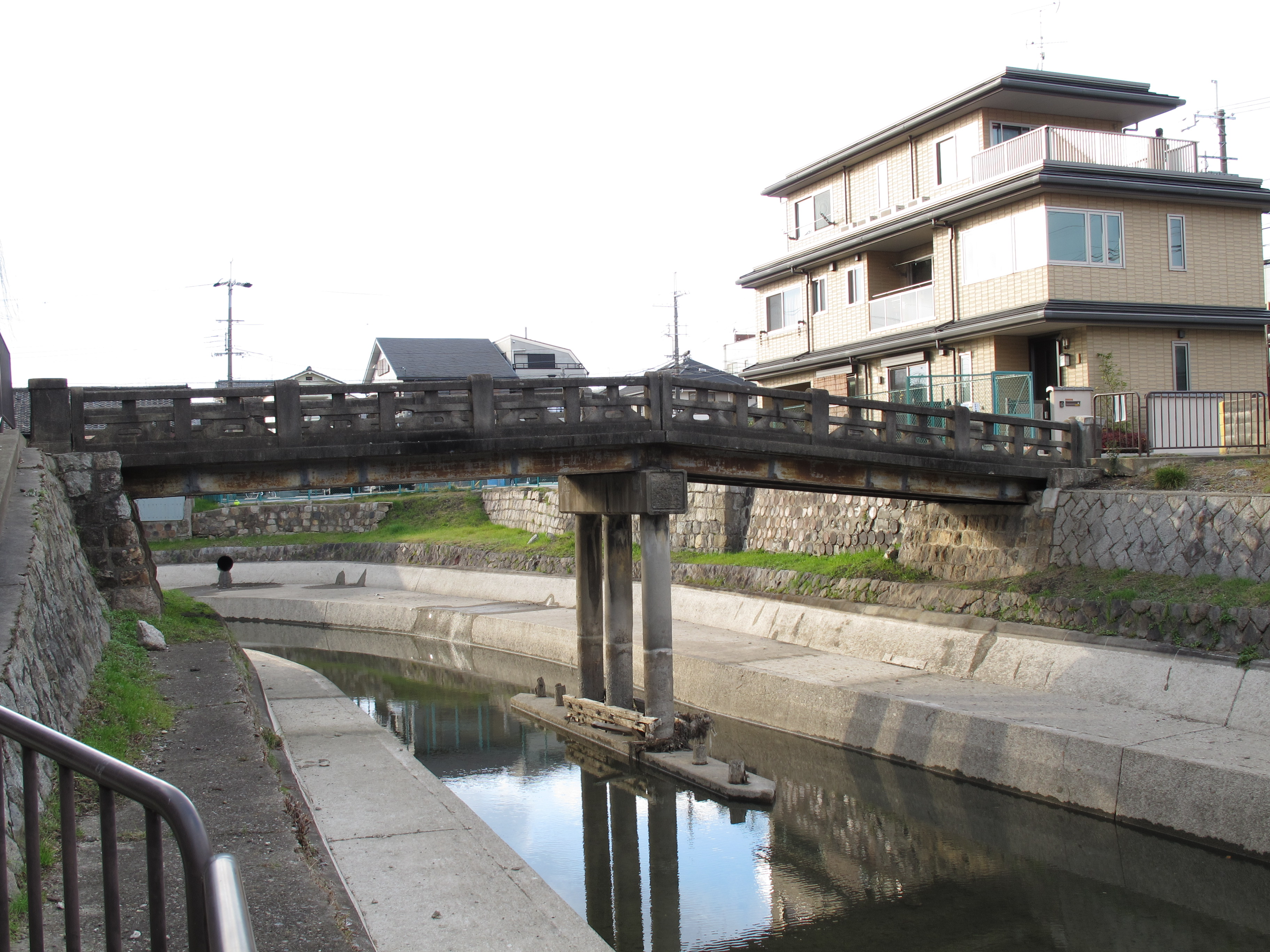
旧鋳物屋橋

鋳物屋橋付近より下流は濠川となる。

## 画像

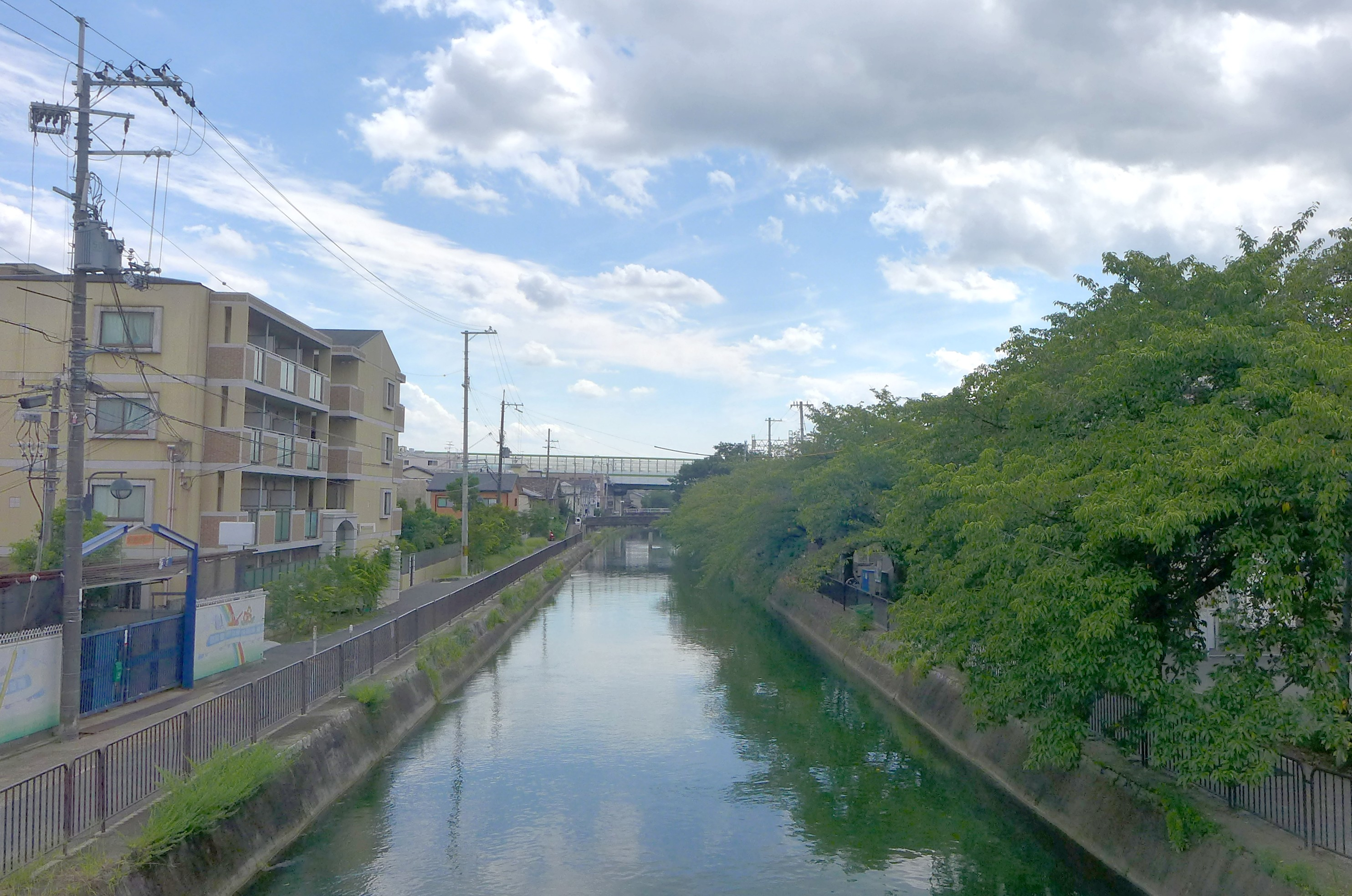
第二軍道に掛かる師団橋から見た鴨川運河
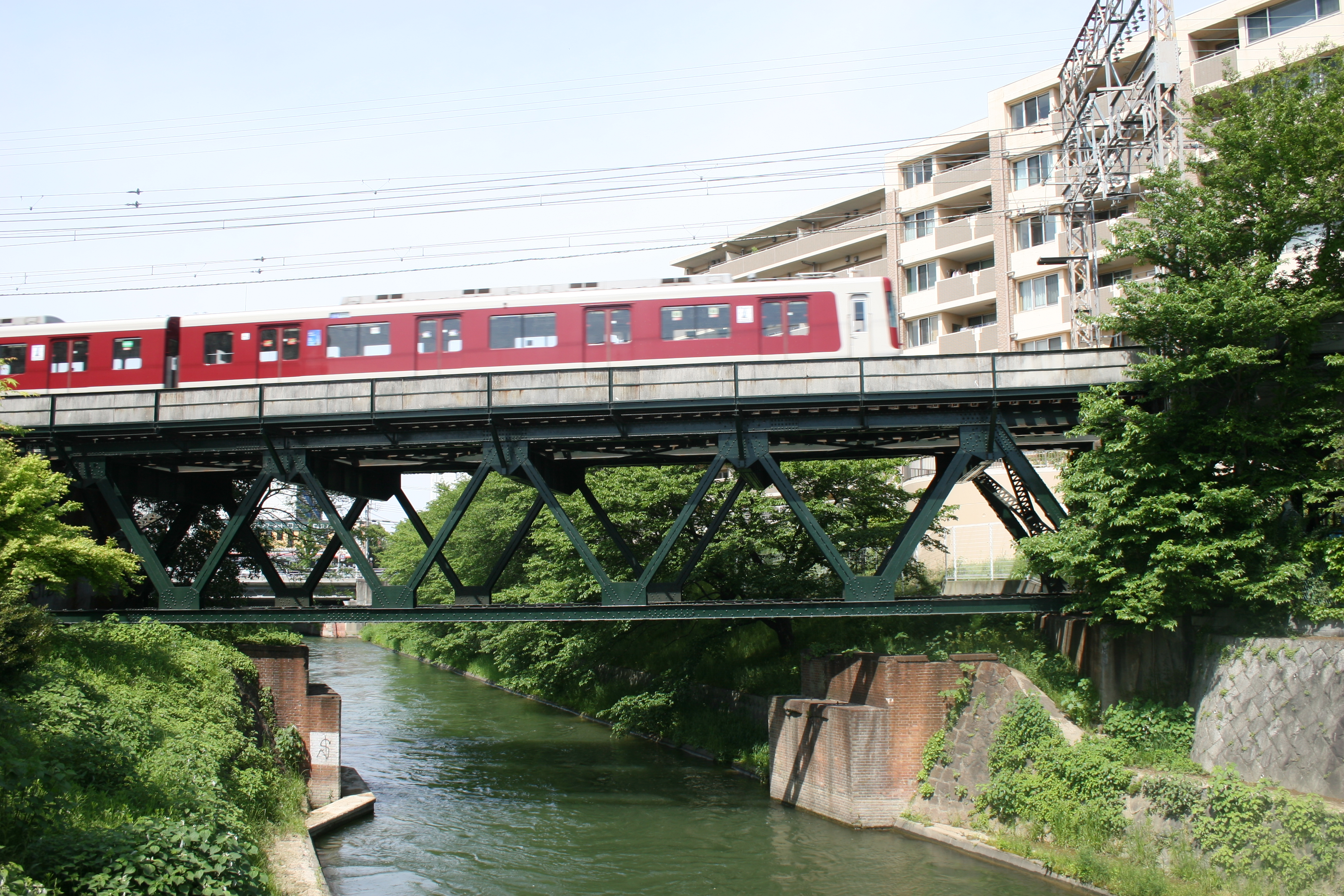
鴨川運河を渡る近鉄京都線疏水橋梁